# معاداة السامية
معاداة السامية (بالإنجليزية: Anti-Semitism)، هي عداء أو تحامل أو تمييز موجَّه ضد اليهود. ويُطلق على من يحمل هذا النوع من العداء اسم "معادٍ للسامية". تختلف الآراء الفلسفية والأكاديمية حول ما إذا كانت معاداة السامية تُعد شكلاً من أشكال العنصرية، حيث ترى بعض المدارس الفكرية أنها كذلك، بينما تنظر أخرى لها من منطلق ديني أو ثقافي.
تنقسم دوافع معاداة السامية عادة إلى نوعين رئيسيين:
- معاداة سامية عنصرية: تقوم على فكرة أن اليهود يُشكّلون عِرقاً متميزاً بسمات فطرية سلبية أو منحطة مقارنة بالسمات المفضلة في مجتمع معين، وهي نظرة تندرج ضمن المفاهيم العنصرية البيولوجية.
- معاداة سامية دينية: تنبع من تصوّرات دينية ترى أن على اليهود التخلّي عن ديانتهم واعتناق ديانة أخرى تدّعي أنها "الوريث الشرعي" لليهودية. وتُعد هذه النظرة شائعة في بعض التيارات داخل الديانات الإبراهيمية الأخرى، التي تبنّت عقائد "الاستبدال الديني" أو "النسخ".

كذلك، فإن معاداة السامية في شكلها الديني تطورت تاريخيًا نتيجة لمعاداة اليهودية، وهي مواقف عدائية تجاه العقيدة اليهودية نفسها، وتختلف من الناحية المفهومية عن معاداة السامية الحديثة التي غالبًا ما تكون ذات طابع عنصري أو سياسي.
تتراوح مظاهر معاداة السامية من صور خفية وغير مباشرة إلى أشكال شديدة العنف من الاضطهاد. فعلى المستوى البسيط، قد تشمل أقوالاً أو تصرفات عدائية فردية، وقد تتصاعد إلى أعمال عنف، بينما على الطرف الأقصى، قد تتجلى في المذابح الجماعية (البوغروم) أو الإبادة الجماعية (الهولوكوست)، سواء كانت برعاية الدولة أو بدعم جماعات متطرفة.
رغم أن مصطلح "معاداة السامية" لم يدخل الاستخدام الشائع حتى القرن التاسع عشر، إلا أن هذا المفهوم يُطبّق بأثر رجعي على موجات اضطهاد اليهود في فترات سابقة، خاصة في أوروبا المسيحية خلال العصور الوسطى، حيث شهدت القارة معظم أحداث معاداة السامية العنيفة.
في القرن العشرين، تصاعدت الحوادث المعادية للسامية في العالم العربي، مدفوعة بتبنّي بعض نظريات المؤامرة ذات الجذور الأوروبية، وتكييفها ضمن الخطاب السياسي المحلي. وقد ساهمت هذه النظريات في رواج أشكال جديدة من العداء لليهود، تُعرف بـ"معاداة السامية الجديدة"، والتي تُحمّل دولة إسرائيل، بوصفها دولة يهودية، أبعادًا رمزية تتجاوز النقد السياسي المشروع، لتتحول في بعض الحالات إلى وسيلة لمهاجمة اليهود ككل.
أما مصطلح "antisemitismus"، فقد ظهر لأول مرة مطبوعًا في ألمانيا عام 1879، كبديل "علمي المظهر" لعبارة "Judenhass" (كراهية اليهود). ومنذ ذلك الحين، استخدم المصطلح حصريًا للإشارة إلى العداء تجاه اليهود فقط، رغم أن الجذر اللغوي "سامية" أدى إلى بعض الالتباس اللغوي، حيث يُفترض خطأً أن يشمل العداء لجميع "الشعوب السامية"، وهو تصوّر قديم لم يعد معمولًا به.

## الأصل والاستخدام

### أصل الكلمة
صيغ مصطلح "السامية" لأول مرة من قِبل المستشرق الألماني أوغست لودفيغ فون شلوتسر عام 1781، للإشارة إلى مجموعة اللغات السامية — مثل الآرامية، والعربية، والعبرية، وغيرها — والتي يُفترض أن أحفاد سام، ابن نوح وفق الرواية التوراتية، كانوا يتحدثون بها.
أما أصل مصطلحات "معاداة السامية"، فيعود إلى ردود المستشرق موريتس شتاينشنايدر على آراء المستشرق إرنست رينان. ويكتب المؤرخ أليكس باين: "يبدو أن المركّب اللغوي (معاداة السامية) قد استُخدم أولًا من قِبل شتاينشنايدر، الذي انتقد رينان بسبب (تحامله المعادي للساميين)، أي نظرته الدونية إلى الساميين بوصفهم عرقًا". ويؤكد عالم النفس آفنر فالك قائلًا: "استخدمت الكلمة الألمانية (antisemitisch) لأول مرة عام 1860 من قبل العالِم اليهودي النمساوي موريتس شتاينشنايدر (1816–1907) في عبارة (التحامل المعادي للسامية – antisemitische Vorurteile). وقد استخدم شتاينشنايدر هذه العبارة لوصف الأفكار الزائفة للفيلسوف الفرنسي إرنست رينان، حول كون (الأعراق السامية) أدنى منزلة من (الأعراق الآرية)".
وقد أصبحت النظريات الزائفة حول العرق والحضارة و"التقدم" واسعة الانتشار في أوروبا خلال النصف الثاني من القرن التاسع عشر، خاصة مع تصاعد القومية البروسية، حيث لعب المؤرخ القومي هاينريش فون تريتشكه دورًا بارزًا في الترويج لهذا الشكل من العنصرية. وكان هو من صاغ العبارة الشهيرة: "اليهود هم مصيبتنا"، والتي تبنّاها النازيون لاحقًا على نطاق واسع. وبحسب فالك، فإن تريتشكه استخدم مصطلح "الساميين" بمعنى مرادف تقريبًا لليهود، بخلاف رينان الذي استخدمه ليشير إلى مجموعة أوسع من الشعوب استنادًا إلى معايير لغوية.
أما اللغوي جوناثان م. هيس، فيوضح أن هذا المصطلح استُخدم في الأصل من قِبل واضعيه لتأكيد الفارق الجذري بين "معاداتهم للسامية" وبين أشكال العداء السابقة لليهود ولليهودية. في عام 1879، نشر الصحفي الألماني فيلهلم مار كتيبًا بعنوان "انتصار الروح اليهودية على الروح الجرمانية: من منظور غير ديني" ، استخدم فيه كلمة "السامية" بالتبادل مع كلمة "اليهودية" للدلالة على كل من "اليهود" كجماعة و"الروح اليهودية" أو "الهوية اليهودية". 
اتهم مار اليهود في هذا الكتيب بأنهم يدبرون مؤامرة عالمية ضد غير اليهود، ودعا إلى مقاومة ما وصفه بـ"هذه القوة الأجنبية"، مدعيًا أنه "لن تبقى وظيفة عامة واحدة، حتى أعلى المناصب، لم يستحوذ عليها اليهود". وكان هذا الكتيب استمرارًا لأفكار طرحها سابقًا في كتابه عام 1862 المعنون "مرآة اليهود" ، حيث رأى أن "اليهودية يجب أن تزول لكي تبدأ الإنسانية"، وطالب حينها بحلّ اليهودية كطائفة دينية طائفية، ودعا إلى انتقادها "باعتبارها عرقًا وكيانًا مدنيًا واجتماعيًا". وفي مقدمات الطبعات الأربع الأولى من "مرآة اليهود"، أنكر مار أن يكون هدفه التحريض على كراهية اليهود، مدعيًا أنه يسعى إلى مساعدة "اليهود على بلوغ كامل إمكاناتهم الإنسانية"، وهو ما اعتبر أنه لا يمكن أن يتحقق إلا عبر "زوال اليهودية، ذلك الكيان الذي يناقض كل ما هو إنساني ونبيل".
وقد أدى استخدام مار لمصطلح سامية إلى صياغة مصطلح "معاداة السامية"، الذي أصبح يُستخدم للإشارة إلى العداء لليهود كجماعة بشرية، ولـ"الروح اليهودية" كما فسرها مار، والتي اعتبرها قد تسللت إلى الثقافة الألمانية. أصبح الكتيب واسع الانتشار، وفي نفس العام أسس مار منظمة باسم "رابطة معاداة السامية"، والتي يبدو أن تسميتها جاءت على غرار "رابطة معاداة المستشار" . كانت هذه الرابطة أول تنظيم ألماني يخصص نشاطه لمناهضة ما وصفه بالتهديد اليهودي لألمانيا وثقافتها، وكان يدعو إلى الإبعاد القسري لليهود من البلاد.
يُعتقد أن كلمة "معاداة السامية" انتشرت على نطاق واسع لأول مرة عام 1881، عندما نشر مار سلسلة منشورات بعنوان (كراسات معادية للسامية غير رسمية)، كما استخدم المؤرخ فيلهلم شيرر مصطلح معاداة السامية في عدد يناير من صحيفة (الصحافة الحرة الجديدة). ووفقًا لدائرة المعارف اليهودية، ورد في عدد فبراير 1881 من صحيفة "ألغيماينه تسايتونغ ديس يودنتومس" أن "مصطلح (معاداة السامية) قد بدأ استخدامه حديثًا". وفي 19 يوليو 1882، أشار محرر الصحيفة إلى أن "هذا الشكل الحديث من معاداة السامية لم يبلغ عمره بعد ثلاث سنوات".
وقد انتقل مصطلح معاداة السامية إلى اللغة الإنجليزية من الألمانية عام 1881. وكتب جيمس موراي، محرر قاموس أكسفورد الإنجليزي، أن الكلمة لم تُدرج في الطبعة الأولى من القاموس لأنها كانت حينها "حديثة جدًا على الاستعمال الإنجليزي، ومن غير المتوقع أن تدوم طويلًا... ليت معاداة السامية كانت فعلًا أمرًا عابرًا!". وفي نفس العام، بدأ استخدام المصطلح المقابل "محبة السامية".

### الاستخدام
حمل مصطلح معاداة السامية منذ نشأته دلالات عنصرية خاصة، وكان يُقصد به تحديدًا التحيّز ضد اليهود. وقد وُصف المصطلح بأنه مُربك، لأن كلمة "سامية" في الاستخدام المعاصر تُشير إلى مجموعة لغوية، لا إلى عِرق. وبذلك، يُعد المصطلح تسمية خاطئة، إذ يوجد العديد من الناطقين باللغات السامية (كالعرب، والإثيوبيين، والآشوريين) لا يستهدفهم التحيّز المعادي للسامية، في حين أن هناك يهودًا لا يتحدثون العبرية، وهي لغة سامية. ورغم أن المصطلح يمكن أن يُفهم على أنه يشير إلى التحيّز ضد ناطقي اللغات السامية بشكل عام، إلا أن استخدامه الشائع لا يعكس ذلك.
يُكتب المصطلح إما بفاصل (anti-Semitism) أو دون فاصل (antisemitism)، وقد فضّل العديد من الباحثين والمؤسسات الصيغة غير المفصولة. فقد جادل شموئيل ألموغ بأن استخدام الصيغة ذات الفاصل يُضفي على كلمات مثل "السامية"، و"السامي"، و"الساميّة" دلالات مستقلة ومعنًى قائمًا، بينما في الخطاب المعادي للسامية "الساميون" هم ببساطة اليهود، ولا تعني الكلمة أكثر من ذلك. وقد دعم إميل فاكنهايم أيضًا استخدام الصيغة غير المفصولة من أجل تبديد الفكرة القائلة بوجود كيان مستقل يُدعى "السامية" تعارضه "معاداة السامية".
ومن بين المؤيدين لهذا النهج أيضًا التحالف الدولي لإحياء ذكرى الهولوكوست، والمؤرخة ديبورا ليبشتات، وبادريك أوهير، أستاذ الدراسات الدينية ومدير مركز دراسة العلاقات اليهودية–المسيحية–الإسلامية في كلية ميريمَك، إضافة إلى المؤرخين يهوذا باور وجيمس كارول. ويشير كارول، مستشهدًا بأوهير وباور حول ما وصفاه بـ"وجود شيء يُسمى السامية"، إلى أن الصيغة المفصولة تعكس ثنائية قطبية هي جوهر المشكلة في معاداة السامية.
وفي عام 2021، اعتمدت وكالة أسوشيتد برس ودليلها التحريري استخدام الصيغة غير المفصولة للمصطلح، ولحقت بها لاحقًا مؤسسات إعلامية أخرى مثل نيويورك تايمز ووول ستريت جورنال. وقد تبنت هذه الصيغة كذلك العديد من متاحف الهولوكوست، منها متحف ذكرى الهولوكوست بالولايات المتحدة وياد فاشيم.

### التعريف

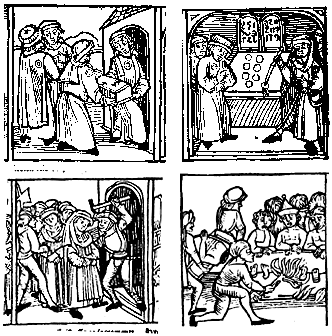
نقش خشبي يعود لسنة 1478 يظهر كيفية حرق اليهود بعد اتهامهم بتدنيس القربان.

رغم أن التعريف العام لمعاداة السامية يشير إلى العداء أو التحيّز ضد اليهود، إلا أن المصطلح، بحسب الباحث أولاف بلاشكه، أصبح "مصطلحًا جامعًا يُستخدم للإشارة إلى الصور النمطية السلبية عن اليهود". وقد طوّر عدد من الباحثين والمؤسسات تعريفات أكثر رسمية لهذا المفهوم.
ففي عام 1987، قدّمت الباحثة في دراسات الهولوكوست وأستاذة جامعة مدينة نيويورك هيلين فاين تعريفًا لمعاداة السامية بوصفها: «بنية كامنة دائمة من المعتقدات العدائية تجاه اليهود باعتبارهم جماعة، تتجلى في الأفراد على شكل مواقف، وفي الثقافة على هيئة أساطير، وأيديولوجيات، وفولكلور، وصور رمزية، وفي الأفعال على شكل تمييز اجتماعي أو قانوني، أو تحشيد سياسي ضد اليهود، أو عنف جماعي أو رسمي، ويكون الهدف منها إبعاد اليهود أو إقصاؤهم أو القضاء عليهم لكونهم يهودًا».
وبالاستناد إلى تعريف فاين، أوضح الباحث دييتس بيرينغ من جامعة كولونيا أن معاداة السامية تنبع من الاعتقاد بأن «اليهود ليسوا سيئين جزئيًا بل كليًا بطبيعتهم، أي أن خصالهم السيئة لا يمكن إصلاحها. وبسبب هذه الطبيعة السيئة:
- لا يُنظر إلى اليهود كأفراد، بل كجماعة موحّدة.
- يظلّ اليهود غرباء عن المجتمعات التي يعيشون فيها.
- يتسبب اليهود بكوارث لمجتمعاتهم المضيفة أو للعالم بأسره، ويفعلون ذلك سرًا، ولهذا يشعر المعادون للسامية بأن من واجبهم كشف الطبيعة اليهودية الشريرة والمؤامراتية».

ترى المؤرخة السويسرية سونيا واينبرغ أن معاداة السامية، على خلاف معاداة اليهود دينيًا أو اقتصاديًا، اتخذت في شكلها الحديث سمات جديدة ومبتكرة. فقد ظهرت بوصفها ظاهرة مفاهيمية حديثة، تلجأ إلى "العلم" لتبرير نفسها، وتتمتع بأشكال وظيفية وتنظيمية مغايرة لما سبقها.
وقد كانت معاداة السامية الحديثة ذات طابع معادٍ لليبرالية، عنصري، وقومي النزعة. رُوّج من خلالها لأسطورة مفادها أن اليهود يتآمرون لـ"تهويد" العالم. كما استُخدمت هذه الفكرة في تعزيز الهوية الاجتماعية، وتوجيه مشاعر السخط لدى ضحايا النظام الرأسمالي، وأيضًا كرمز ثقافي محافظ لمناهضة التحرر والليبرالية.
في عام 2003، وضع السياسي الإسرائيلي ناتان شارانسكي ما أسماه "اختبار الدالّات الثلاث" لتمييز معاداة السامية عن النقد المشروع لإسرائيل، وحدّد ثلاث مؤشرات تُعدّ بمثابة محكّ لمعاداة السامية، وهي: نزع الشرعية، والشيطنة، وازدواجية المعايير.
أما المؤرخ برنارد لويس، فقد كتب في عام 2006 أن معاداة السامية تُعدّ حالة خاصة من التحيّز أو الكراهية أو الاضطهاد الموجّه ضد جماعة تختلف بطريقة ما عن الأغلبية. ويُميز لويس معاداة السامية بميزتين فريدتين: أن اليهود يُحاكمون بمعايير لا تُطبّق على غيرهم، وأنهم يُتَّهمون بارتكاب "شرّ كوني". وبناءً عليه، يرى لويس أنه "من الممكن تمامًا أن يكره الإنسان اليهود أو يضطهدهم دون أن يكون معاديًا للسامية بالمعنى الدقيق، ما لم يتجسد ذلك في إحدى هاتين الميزتين".
وقد بُذلت جهود متعددة من قبل منظمات دولية وحكومية لوضع تعريف رسمي لمعاداة السامية. ففي عام 2005، صرّحت وزارة الخارجية الأمريكية بأنه "رغم عدم وجود تعريف متفق عليه عالميًا، إلا أن هناك فهمًا عامًا وواضحًا لما يشمله المصطلح". ولأغراض تقريرها عن معاداة السامية عالميًا لذلك العام، اعتبرت الوزارة أن المصطلح يُشير إلى "الكراهية تجاه اليهود—أفرادًا أو جماعة—والتي يمكن أن تُعزى إلى ديانتهم أو عرقيّتهم".
في العام ذاته، طوّر المركز الأوروبي لرصد العنصرية ورُهاب الأجانب (EUMC، المعروف حاليًا باسم وكالة الحقوق الأساسية التابعة للاتحاد الأوروبي) تعريفًا عمليًا أكثر تفصيلًا، جاء فيه:
"معاداة السامية هي تصوّر معين عن اليهود، يمكن التعبير عنه في صورة كراهية تجاههم. وتتجلى المظاهر الخطابية أو الجسدية لمعاداة السامية في الهجمات التي تستهدف الأفراد اليهود أو غير اليهود، أو ممتلكاتهم، أو المؤسسات المجتمعية والدينية اليهودية". ويضيف التعريف أن "مثل هذه المظاهر قد تستهدف أيضًا دولة إسرائيل، حين تُصوَّر على أنها جماعة يهودية، لكن النقد الموجّه لإسرائيل، إذا كان مشابهًا لذلك الموجّه لأي دولة أخرى، لا يُعدّ معاداة للسامية". وقد أورد المركز أمثلة معاصرة على أشكال تجلّي معاداة السامية، منها:
- التحريض على إيذاء اليهود باسم أيديولوجيا أو دين؛
- الترويج للصور النمطية السلبية عنهم؛
- تحميل اليهود كجماعة مسؤولية أفعال فرد يهودي أو جماعة معينة؛
- إنكار الهولوكوست أو اتهام اليهود أو إسرائيل بالمبالغة فيه؛
- اتهام اليهود بازدواجية الولاء أو بالولاء لإسرائيل أكثر من ولائهم لبلدانهم.
- كما أشار التعريف إلى أن بعض أشكال مهاجمة إسرائيل قد تُعدّ معاداة للسامية، مثل:
- إنكار حق الشعب اليهودي في تقرير مصيره، كأن يُقال إن وجود دولة إسرائيل هو مشروع عنصري؛
- تطبيق معايير مزدوجة على إسرائيل لا تُفرض على أي دولة ديمقراطية أخرى؛
- تحميل اليهود كجماعة المسؤولية عن أفعال دولة إسرائيل.

تم اعتماد التعريف العملي لمعاداة السامية الصادر عن المركز الأوروبي لرصد العنصرية وكراهية الأجانب من قبل مجموعة العمل البرلمانية الأوروبية لمعاداة السامية في عام 2010، ومن قبل وزارة الخارجية الأمريكية في عام 2017، وكذلك في دليل التعامل مع جرائم الكراهية الصادر عن كلية الشرطة البريطانية في عام 2014، ومن قبل حملة المملكة المتحدة لمناهضة معاداة السامية. وفي عام 2016، تم اعتماد هذا التعريف من قبل التحالف الدولي لإحياء ذكرى الهولوكوست. ويُعتبر التعريف العملي لمعاداة السامية الصادر عن التحالف الدولي من أكثر الوثائق إثارة للجدل فيما يتعلق بمناهضة معاداة السامية، حيث يرى المنتقدون أنه استُخدم لقمع الانتقادات الموجهة لإسرائيل. واستجابة لما اعتُبر نقصًا في الوضوح في تعريف التحالف الدولي، تم نشر تعريفين جديدين لمعاداة السامية في عام 2021: وثيقة نيكسوس في فبراير 2021، وإعلان القدس حول معاداة السامية في مارس 2021.

### تطوّر الاستخدام
في عام 1879، أسس فيلهلم مار رابطة معاداة السامية. كانت الهوية مع معاداة السامية والانتماء إلى صفوف معادي السامية سياسة مفيدة في أوروبا خلال أواخر القرن التاسع عشر. على سبيل المثال، استغل كارل لوغر، عمدة فيينا في نهاية القرن، معاداة السامية بمهارة كوسيلة لتوجيه السخط الشعبي لصالحه السياسي. في نعي نشرته صحيفة نيويورك تايمز عام 1910 لوغر، وُصف بأنه "رئيس الاتحاد الاجتماعي المسيحي في البرلمان ورئيس رابطة معاداة السامية في برلمان النمسا السفلى". في عام 1895، نظم آيه. سي. كوزا في بوخارست تحالفًا معاديًا للسامية ورابطة معاداة السامية العالمية. في الفترة التي سبقت الحرب العالمية الثانية، حيث كانت العداوة تجاه اليهود أكثر شيوعًا، لم يكن من غير المألوف أن يعرّف شخص أو منظمة أو حزب سياسي نفسه على أنه معادٍ للسامية أو يحمل توجهات معادية للسامية.
فضل الرائد الصهيوني المبكر ليون بنسكر، وهو طبيب محترف، استخدام مصطلح "فوبيا اليهود" أو "رهاب اليهود" بدلاً من مصطلح معاداة السامية، الذي اعتبره مصطلحًا خاطئًا. ظهر مصطلح "رهاب اليهود" أول مرة في كتيبه "التحرر الذاتي"، الذي نُشر بشكل مجهول باللغة الألمانية في سبتمبر 1882، حيث وُصف بأنه خوف أو كراهية غير عقلانية تجاه اليهود. ووفقًا لبنسكر، فإن هذا الخوف غير العقلاني هو ميل وراثي.
رهاب اليهود هو شكل من أشكال ديمونوباتيا (مرض نفسي يرتبط بالاعتقاد بوجود شياطين أو أرواح شريرة)، مع الفارق أن شبح اليهود أصبح معروفًا لجميع بشري الجنس، وليس فقط لبعض الأعراق... رهاب اليهود هو اضطراب نفسي. وبما أنه اضطراب نفسي، فهو وراثي، وكمرض انتقل لمدة ألفي عام فهو غير قابل للعلاج... وهكذا، مرت اليهودية وكراهية اليهود عبر التاريخ لقرون كرفيقين لا ينفصلان... بعد أن حللنا رهاب اليهود كشكل وراثي من الديمونوباتيا، خاص بالجنس البشري، ومثلنا كراهية اليهود على أنها قائمة على انحراف وراثي في العقل البشري، يجب أن نستخلص الاستنتاج المهم، وهو أننا يجب أن نتخلى عن محاربة هذه الدوافع العدائية، تمامًا كما نتخلى عن محاربة أي ميل وراثي آخر.
في أعقاب مذبحة كريستالناخت عام 1938، أعلن وزير الدعاية الألماني جوزيف جوبلز قائلاً: «الشعب الألماني معادٍ للسامية. لا يرغب في أن تُقيّد حقوقه أو أن يستفزه مستقبلاً طفيليات العرق اليهودي».
بعد انتصار الحلفاء على ألمانيا النازية عام 1945، وخاصة بعد أن انكشف النطاق الكامل للإبادة الجماعية التي ارتكبتها النازية ضد اليهود، اكتسب مصطلح معاداة السامية دلالات سلبية وذميمة. وقد مثّل ذلك تحوّلاً كاملاً في الاستخدام، مقارنةً بعصر مضى عليه عقود قليلة، حيث كان لفظ "اليهودي" يُستخدم كعبارة مهينة. كتب يهودا باور في عام 1984: «لا يوجد في العالم من يعلن أنه معادٍ للسامية... لا أحد يقول: "أنا معادٍ للسامية". لا يمكن ذلك بعد هتلر. لقد خرج هذا اللفظ من التداول».

### جدل الأبدية والسياقية
أصبحت دراسة معاداة السامية قضية سياسية مثيرة للجدل بسبب اختلاف التفسيرات المتعلقة بالهولوكوست والصراع الإسرائيلي الفلسطيني. هناك وجهتا نظر متنافستان حول معاداة السامية: الأولى تُعرف بالأزلية (eternalism)، والثانية بالسياقية (contextualism). ترى النظرة الأزلية أن معاداة السامية تختلف عن أشكال العنصرية والتحامل الأخرى، وأنها قوة استثنائية وعابرة للعصور تتجه بشكل نهائي نحو الهولوكوست. انتقدت حنة آرندت هذا المنهج، معتبرة أنه يثير "السؤال المزعج: لماذا اليهود بالذات؟" مع الإجابة المسبقة: العداء الأبدي. يستخلص المفكرون الصهاينة والمعادون للسامية استنتاجات مختلفة من هذا العداء الأبدي المزعوم تجاه اليهود؛ ففي نظر المعادين للسامية، يثبت هذا العداء دونية اليهود، أما الصهاينة فيرونه دليلاً على حاجة اليهود إلى دولتهم الخاصة كملاذ آمن. ومعظم الصهاينة لا يعتقدون أن معاداة السامية يمكن مكافحتها من خلال التعليم أو وسائل أخرى.
أما المنهج السياقي، فيعالج معاداة السامية كنوع من العنصرية ويركز على السياق التاريخي الذي ينبثق فيه كراهية اليهود. يقيّد بعض المنظرين السياقيين استخدام مصطلح "معاداة السامية" ليشير حصريًا إلى عصر العنصرية الحديثة، مع اعتبار معاداة اليهودية ظاهرة منفصلة. وقد تحدى المؤرخ ديفيد إنجل محاولة وضع تعريف شامل لمعاناة السامية، معتبراً أن ذلك يجعل التاريخ اليهودي يُختزل إلى تاريخ الاضطهاد والتمييز. يرى إنجل أن مصطلح "معاداة السامية" ليس ذا فائدة في التحليل التاريخي لأنه يوحي بوجود روابط بين الأحكام المسبقة المعادية لليهود التي تعبر عنها سياقات مختلفة، دون وجود دليل يثبت هذا الترابط.

## المظاهر
تتجلى معاداة السامية بأشكال متنوعة. يذكر رينيه كونيغ بعض هذه الأشكال مثل معاداة السامية الاجتماعية، ومعاداة السامية الاقتصادية، والمعاداة السامية الدينية، والمعاداة السامية السياسية. يشير كونيغ إلى أن هذه الأشكال المختلفة تُظهر أن «أصول الأحكام المسبقة المعادية للسامية متجذرة في فترات تاريخية مختلفة». ويؤكد أن اختلاف التسلسل الزمني للأحكام المسبقة المعادية للسامية، والتوزيع غير المنتظم لهذه الأحكام بين فئات المجتمع المختلفة، يخلق «صعوبات كبيرة في تعريف الأنواع المختلفة من معاداة السامية».
قد تسهم هذه الصعوبات في وجود تصنيفات متعددة تم تطويرها لتبويب أشكال معاداة السامية. وتتشابه هذه الأشكال إلى حد كبير، بينما تختلف أساسًا في عدد الأنواع وتعريفاتها. ففي تسعينيات القرن التاسع عشر، حدد برنارد لازار ثلاثة أشكال من معاداة السامية: معاداة السامية المسيحية، معاداة السامية الاقتصادية، ومعاداة السامية الإثنولوجية. أما ويليام بروستين فيذكر أربع فئات: دينية، عنصرية، اقتصادية، وسياسية. وميز المؤرخ الكاثوليكي الروماني إدوارد فلانري أربعة أنواع من معاداة السامية:
- المعاداة السامية السياسية والاقتصادية، مع ذكر أمثلة مثل شيشرون وتشارلز ليندبيرغ؛
- المعاداة السامية اللاهوتية أو الدينية، والتي تُعرف أيضًا باسم «معاداة السامية التقليدية» وأحيانًا تُسمى معاداة اليهودية؛
- المعاداة السامية القومية، مستشهداً بفولتير ومفكري التنوير الآخرين الذين هاجموا اليهود بزعم امتلاكهم خصائص معينة مثل الجشع والغرور، واتباعهم لعادات مثل الكشروت والسبت؛
- المعاداة السامية العرقية، التي بلغ شكلها الأقصى ذروته في الهولوكوست على يد النازيين.

في ثمانينيات القرن العشرين، فصل لويس هاراب بتفصيل أشكال معاداة السامية بشكل مختلف، حيث فصل بين «معاداة السامية الاقتصادية» ودمج بين «المعاداة السامية السياسية» و«المعاداة السامية القومية» تحت مسمى «المعاداة السامية الإيديولوجية». كما أضاف فئة جديدة أطلق عليها «معاداة السامية الاجتماعية».
الأشكال التي حددها هاراب هي:
- المعاداة السامية الدينية: حيث يُنظر إلى اليهود على أنهم قتلة المسيح؛
- المعاداة السامية الاقتصادية: تمثّل اليهود في صورة المصرفي أو المرابي أو الشغوف بالمال؛
- المعاداة السامية الاجتماعية: يُنظر إلى اليهود كطبقة أدنى اجتماعيًا، «مُلحين» أو مبتذلين، مما يؤدي إلى استبعادهم من التواصل الشخصي؛
- المعاداة السامية العرقية: تُعتبر اليهود «عرقًا أدنى»؛
- المعاداة السامية الإيديولوجية: يُنظر إلى اليهود كمتمردين أو ثوريين يهددون النظام القائم؛
- المعاداة السامية الثقافية: يُنظر إلى اليهود على أنهم يقوضون النسيج الأخلاقي والبنيوي للحضارة.

### معاداة السامية الدينية
تُعرف معاداة السامية الدينية، التي يُشار إليها أحيانًا بمعاداة اليهودية، بأنها العداء تجاه اليهود بسبب معتقداتهم الدينية المفترضة. نظريًا، كانت معاداة السامية والهجمات ضد اليهود الأفراد ستتوقف إذا تخلّى اليهود عن ممارسة اليهودية أو غيروا ديانتهم العلنية، خاصة من خلال اعتناق الديانة الرسمية أو الصحيحة. ومع ذلك، استمر التمييز في بعض الحالات حتى بعد التحول الديني، كما هو الحال مع المارانوس (اليهود الذين اعتنقوا المسيحية في إسبانيا والبرتغال) في أواخر القرن الخامس عشر والقرن السادس عشر، الذين كان يُشتبه في أنهم يمارسون اليهودية أو العادات اليهودية سرًا.
على الرغم من أن أصول معاداة السامية متجذرة في الصراع اليهودي-المسيحي، إلا أن أشكالًا أخرى من معاداة السامية تطورت في العصور الحديثة. يؤكد فريدريك شويتزر أن «معظم الباحثين يتجاهلون الأساس المسيحي الذي يرتكز عليه البناء الحديث لمعادات السامية، ويستحضرون معاداة السامية السياسية، ومعاداة السامية الثقافية، والعنصرية أو معاداة السامية العرقية، والمعاداة السامية الاقتصادية، وما شابه ذلك». يميز ويليام نيكولز بين معاداة السامية الدينية والمعاداة الحديثة القائمة على أسس عرقية أو إثنية، حيث يقول: «الخط الفاصل كان إمكانية التحول الديني الفعّال [...] فقد توقف اليهودي عن كونه يهوديًا عند المعمودية». ومن منظور معاداة السامية العرقية، «يظل اليهودي المندمج (المُمتصّ ثقافيًا) يهوديًا حتى بعد المعمودية. [...] ومنذ عصر التنوير، لم يعد بالإمكان رسم خطوط فاصلة واضحة بين أشكال العداء الديني والعرقي تجاه اليهود [...] بمجرد أن يتحرر اليهود ويظهر التفكير العلماني، دون أن يترك وراءه العداء المسيحي القديم تجاه اليهود، يصبح مصطلح معاداة السامية الجديد شبه حتمي، حتى قبل ظهور العقائد العنصرية الصريحة».
جمع بعض المسيحيين مثل القس الكاثوليكي إرنست جوين، الذي نشر أول ترجمة فرنسية لبروتوكولات حكماء صهيون، بين معاداة السامية الدينية والعرقية، كما في قوله: «من المنظور الثلاثي للعرق، والجنسية، والدين، أصبح اليهودي عدواً للبشرية». كذلك، جمع العداء الشديد لليهود الذي أبداه إدوار درومون، أحد أكثر الكُتاب الكاثوليك قراءة في فرنسا خلال قضية دريفوس، بين معاداة السامية الدينية والعرقية. أسس درومون رابطة معاداة السامية في فرنسا.

### معاداة السامية الاقتصادية
تكمن الفرضية الأساسية لمعــاداة السامية الاقتصادية في الاعتقاد بأن اليهود يقومون بأنشطة اقتصادية ضارة، أو أن هذه الأنشطة تصبح ضارة حين يمارسها اليهود.
يرتكز ربط اليهود بالمال على أكثر الخرافات المعادية للسامية ضررًا وبقاءً. يدعي المعادون للسامية أن اليهود يسيطرون على المالية العالمية، وهي نظرية روج لها كتاب «بروتوكولات حكماء صهيون» المزيف، ثم أعادها هنري فورد في صحيفة «ذا ديربورن إندبندنت». وفي العصر الحديث، تستمر هذه الأساطير في الانتشار عبر كتب مثل «العلاقة السرية بين السود واليهود» الصادر عن أمة الإسلام، ومن خلال الإنترنت.
يرى ديريك بنسلر أن هناك جانبين رئيسيين لهذه الخرافات المالية:
- أن اليهود هم «همج بطبعهم وغير قادرين على القيام بعمل شريف».
- أن اليهود هم «قادة لمؤامرة مالية تسعى للسيطرة على العالم».

يصف أبراهام فوكسمان ستة جوانب لهذه الخرافات المالية:
- كل اليهود أغنياء؛
- اليهود بخيلون وطماعون؛
- يسيطر اليهود الأقوياء على عالم الأعمال؛
- الديانة اليهودية تركز على الربح والمادية؛
- من المقبول أن يغش اليهود غير اليهود؛
- يستخدم اليهود نفوذهم لمصلحة «أفراد جماعتهم».

يلخص جيرالد كريفتيز هذه الأسطورة قائلاً: «[اليهود] يسيطرون على البنوك، وعلى المعروض النقدي، والاقتصاد، والشركات — على مستوى المجتمع، والبلد، والعالم». ويورد كريفتيز، كأمثلة، العديد من الإهانات والأمثال الشعبية في عدة لغات، التي توحي بأن اليهود بخيلون، أو طماعون، أو متجبرون في المساومة. خلال القرن التاسع عشر، وُصف اليهود بأنهم «حقيرون، أغبياء، وبخلاء»، لكن بعد تحرر اليهود وارتقائهم إلى الطبقة الوسطى أو العليا في أوروبا، أصبحوا يُصوّرون كـ«ممولين أذكياء، ماكرين، ومتحكمين يسعون للسيطرة على المالية العالمية».
يرى ليون بولياكوف أن معاداة السامية الاقتصادية ليست شكلًا منفصلًا من معاداة السامية، بل هي مجرد تجلٍّ من تجليات المعاداة الدينية، لأنه بدون الأسباب الدينية لمعادات السامية الاقتصادية، لما وجدت معاداة السامية الاقتصادية. وعلى النقيض من ذلك، يؤكد ديريك بنسلر أنه في العصر الحديث، معاداة السامية الاقتصادية «مميزة وثابتة تقريبًا»، بينما معاداة السامية الدينية «غالبًا ما تكون مكبوتة».
أظهرت دراسة أكاديمية أجراها فرانشيسكو دكونتو، مارسيل بروكوبتسوك، ومايكل ويبر أن الأشخاص الذين يعيشون في مناطق بألمانيا شهدت أكثر حالات الاضطهاد المعادي للسامية عنفًا، يكونون أكثر ميلاً لعدم الثقة بالقطاع المالي بشكل عام. لذلك، يميلون إلى استثمار أموال أقل في سوق الأسهم واتخاذ قرارات مالية سيئة. وخلصت الدراسة إلى أن «اضطهاد الأقليات يقلل ليس فقط من ثروة المضطهدين على المدى الطويل، بل من ثروة المضطهدين أيضًا».

### معاداة السامية العرقية
معاداة السامية العرقية هي تحامل ضد اليهود كجماعة عرقية أو إثنية، وليس ضد اليهودية كديانة.
تقوم معاداة السامية العرقية على فكرة أن اليهود يشكلون عرقًا مميزًا وأدنى مقارنةً بالأمم المضيفة لهم. في أواخر القرن التاسع عشر وبدايات القرن العشرين، حظيت هذه الفكرة بقبول واسع ضمن حركة تحسين النسل، التي صنفت غير الأوروبيين كأعراق أدنى. وبشكل أكثر تحديدًا، زعمت هذه الحركة أن الأوروبيين الشماليين، أو «الآريون»، هم الأعراق المتفوقة. اعتبر معادو السامية العرقيون اليهود جزءًا من العرق السامي، وأكدوا على أصولهم وثقافتهم غير الأوروبية. ورأوا أن اليهود لا يمكن خلاصهم حتى لو اعتنقوا الديانة السائدة.
حلت معاداة السامية العرقية محل الكراهية الدينية لليهودية بالكراهية العرقية تجاه اليهود كجماعة. في سياق الثورة الصناعية، ومع تحرر اليهود قانونيًا، شهد اليهود تحضرًا سريعًا ومرحلة من التنقل الاجتماعي الأكبر. ومع تراجع دور الدين في الحياة العامة مما حدّ من معاداة السامية الدينية، أدى تصاعد القومية، وظهور تحسين النسل، والاستياء من النجاح الاجتماعي والاقتصادي لليهود إلى نشوء معاداة سامية عنصرية أحدث وأكثر حدة.
في أوائل القرن التاسع عشر، أصدرت دول أوروبا الغربية مجموعة من القوانين التي أمنت تحرر اليهود. أُلغيّت القوانين القديمة التي كانت تقيد اليهود بالغيَطوات (الأحياء اليهودية المنعزلة)، وكذلك القوانين التي حدّت من حقوق ملكيتهم وحقهم في العبادة والعمل. رغم ذلك، استمر التمييز والعداء التقليدي تجاه اليهود على أساس ديني، وترافق مع معاداة السامية العرقية، التي عززها أعمال منظري العرق مثل جوزيف آرثر دي غوبينو، وخاصة مقالته «عن عدم مساواة الأعراق البشرية» التي نشرها بين عامي 1853 و1855. استبعدت الأجندات القومية المبنية على العرق، والمعروفة بالقومية الإثنية، اليهود عادة من المجتمع الوطني واعتبرتهم عرقًا غريبًا. ارتبطت بذلك نظريات الداروينية الاجتماعية التي أكدت وجود صراع مفترض بين الأعراق العليا والأدنى من البشر. وكانت هذه النظريات، التي تبناها غالبًا الأوروبيون الشماليون، تروج لتفوق البيض الآريين على اليهود الساميين.

### معاداة السامية السياسية
يعرف ويليام بروستين معاداة السامية السياسية بأنها العداء تجاه اليهود بناءً على الاعتقاد بأنهم يسعون إلى الحصول على السلطة الوطنية أو العالمية. ويصف إسرايل جوتمن معاداة السامية السياسية بأنها تميل إلى «تحميل اليهود مسؤولية الهزائم والأزمات السياسية والاقتصادية»، بينما تسعى إلى «استغلال المعارضة والمقاومة لتأثير اليهود كعناصر ضمن برامج الأحزاب السياسية». وكتب ديريك ج. بنسلار أن «معاداة السامية السياسية حدّدت اليهود كمسؤولين عن جميع القوى الاجتماعية التي تثير القلق والتي تميزت بها الحداثة».
وفقًا لفكتور كارادي، انتشرت معاداة السامية السياسية بعد تحرر اليهود قانونيًا، وسعت إلى عكس بعض نتائج ذلك التحرر.

### معاداة السامية الثقافية
يعرف لويس هاراب معاداة السامية الثقافية بأنها «ذلك النوع من معاداة السامية الذي يتهم اليهود بإفساد ثقافة معينة ومحاولة استبدالها أو النجاح في استبدالها بثقافة موحدة، بدائية، و"يهودية"». وبالمثل، يصف إريك كاندل معاداة السامية الثقافية بأنها قائمة على فكرة "اليهودية" كـ«تقليد ديني أو ثقافي يتم اكتسابه من خلال التعلم، ومن خلال التقاليد والتعليم المميزين». وفقًا لكندل، ترى هذه الصورة من معاداة السامية أن اليهود يمتلكون «صفات نفسية واجتماعية غير جذابة تكتسب من خلال التكيف الثقافي».
يصف كل من نيوويك ونيكوسيا معاداة السامية الثقافية بأنها تركز على إدانة «انعزال اليهود عن المجتمعات التي يعيشون فيها». ومن السمات المهمة لمعــاداة السامية الثقافية أنها تعتبر أن السمات السلبية لليهودية يمكن تداركها بالتعليم أو بالتحول الديني.

### نظريات المؤامرة

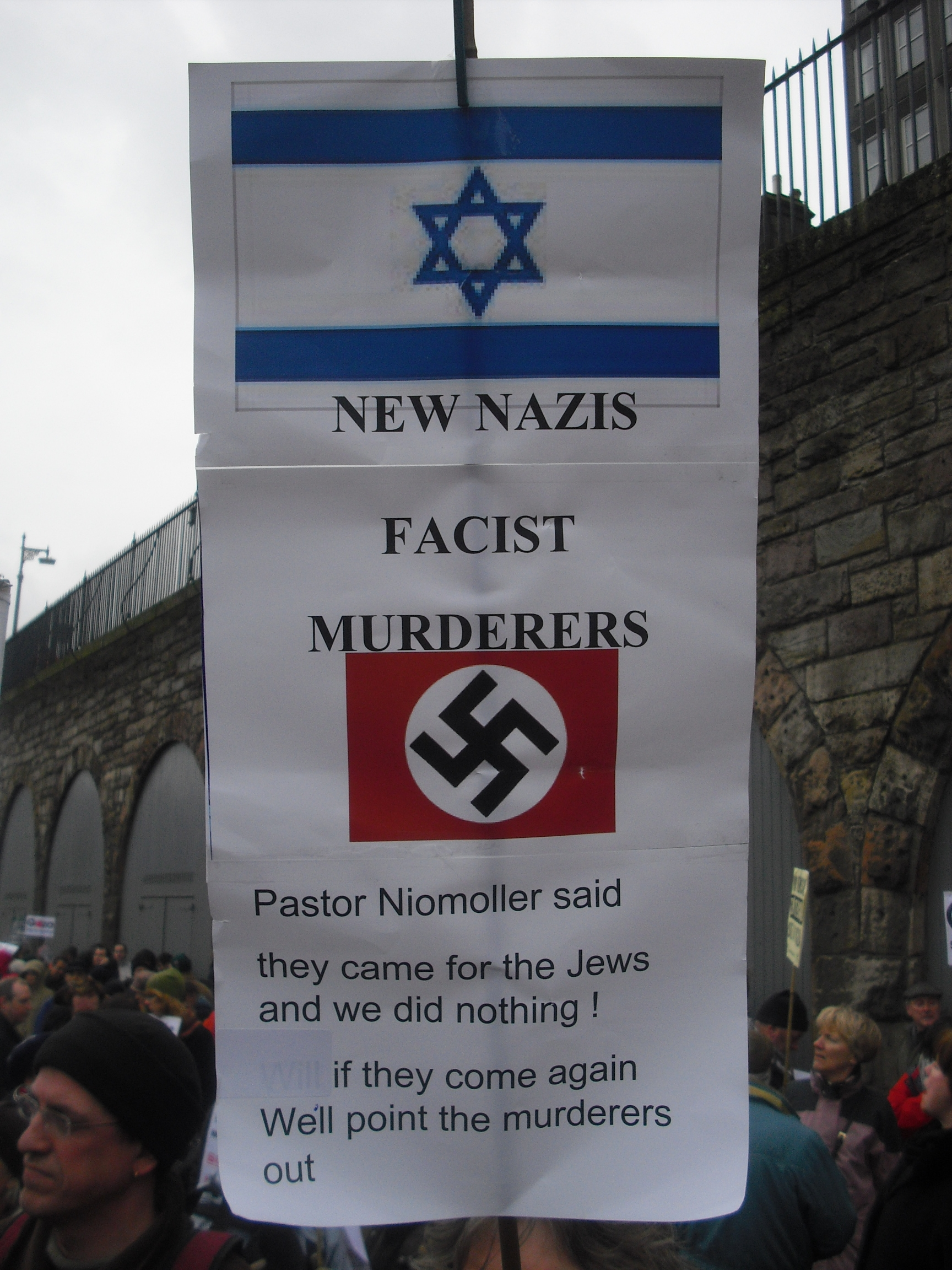
لافتة مرفوعة في احتجاج في إدنبرة، اسكتلندا، يناير/كانون الثاني 2009.

يعتبر إنكار الهولوكوست ونظريات المؤامرة اليهودية  أيضًا من أشكال معاداة السامية. وقد انتشرت نظريات المؤامرة المتعلقة بالحيوانات عبر وسائل الإعلام العربية والمواقع الإلكترونية الناطقة بالعربية، التي تزعم وجود "مؤامرة صهيونية" وراء استخدام الحيوانات في مهاجمة المدنيين أو في مهام التجسس.

### معاداة السامية الجديدة
ابتداءً من التسعينيات، طرح بعض الباحثين مفهوم معاداة السامية الجديدة، التي تنبع في آن واحد من اليسار واليمين والإسلام الراديكالي، والتي تميل إلى التركيز على معارضة إقامة وطن يهودي في دولة إسرائيل. ويرون أن لغة معاداة الصهيونية والنقد الموجه لإسرائيل تُستخدم في الحقيقة للهجوم على اليهود بشكل أوسع. في هذا السياق، يعتقد مؤيدو هذا المفهوم الجديد أن الانتقادات الموجهة لإسرائيل والصهيونية غالبًا ما تكون غير متناسبة في شدتها وفريدة في نوعها، ويعزون ذلك إلى معاداة السامية.
اقترح الباحث اليهودي غوستافو بيردنيك عام 2004 أن معاداة الصهيونية بحد ذاتها تمثل شكلًا من أشكال التمييز ضد اليهود، لأنها تميز بين الطموحات الوطنية اليهودية باعتبارها مسعى غير مشروع وعنصري، وتُقدّم «إجراءات قد تؤدي إلى موت ملايين اليهود». يؤكد مؤيدو هذه النظرية أن معاداة السامية الجديدة تستخدم أنماطًا تقليدية من معاداة السامية، بما في ذلك الأنماط القديمة مثل اتهام دماء الأطفال.
بينما يرى النقاد أن هذا المفهوم يقلل من أهمية معاداة السامية، ويستغلها لصرف النقاش وللتغطية على الانتقادات المشروعة الموجهة لدولة إسرائيل، كما أن ربط معاداة الصهيونية بمعاداة السامية يُستخدم بشكل خاطئ لتشويه سمعة أي شخص يعارض السياسات والإجراءات الإسرائيلية.

## التاريخ
يرى العديد من الباحثين أن جذور معاداة السامية الحديثة تمتد إلى العصور الوثنية القديمة والمسيحية المبكرة. يحدد جيروم تشينز ست مراحل في التطور التاريخي لمعــاداة السامية:
- معاداة اليهودية ما قبل المسيحية في اليونان وروما القديمة، التي كانت في جوهرها قائمة على أساس عرقي؛
- معاداة السامية المسيحية في العصور القديمة والقرون الوسطى، التي كانت دينية الطابع واستمرت إلى العصر الحديث؛
- معاداة السامية الإسلامية التقليدية، التي كانت - على الأقل في شكلها الكلاسيكي - أكثر تلطيفًا حيث كان اليهود يُعتبرون طائفة محمية؛
- معاداة السامية السياسية والاجتماعية والاقتصادية في أوروبا خلال عصر التنوير وما بعده، والتي مهّدت الطريق لمعــاداة السامية العرقية؛
- معاداة السامية العرقية التي نشأت في القرن التاسع عشر وبلغت ذروتها مع النازية في القرن العشرين؛
- معاداة السامية المعاصرة، التي وصفها البعض بمعاداة السامية الجديدة.

يقترح تشينز دمج هذه المراحل الست في ثلاث فئات رئيسية: «معاداة السامية القديمة التي كانت أساسًا عرقية؛ معاداة السامية المسيحية التي كانت دينية؛ ومعاداة السامية العرقية في القرنين التاسع عشر والعشرين».

### العالم القديم
يمكن تتبع أولى الأمثلة الواضحة على المشاعر المعادية لليهود إلى القرن الثالث قبل الميلاد في الإسكندرية، التي كانت آنذاك موطنًا لأكبر مجتمع يهودي في الشتات، حيث جرت ترجمة العهد القديم إلى اليونانية في عمل يُعرف بالترجمة السبعينية. كتب مانيثو، وهو كاهن ومؤرخ مصري من تلك الحقبة، نقدًا لاذعًا تجاه اليهود. وتتكرر موضوعات كتاباته في أعمال كل من خيرمون، ليسيمخوس، بوسيدونيوس، أبولونيوس مولون، وأيضًا في كتابات أبيون وتاسيتوس. سخر أجاتاركيديس الكنعاني من ممارسات اليهود واعتبر "قوانينهم سخيفة"، مشيرًا بسخرية إلى تمكن بطليموس لاغوس من غزو القدس عام 320 قبل الميلاد بسبب التزام سكانها بالسبت. ومن بين أقدم المراسيم المعادية لليهود، مرسوم أنطيوخوس الرابع إبفانيس الصادر حوالي 170-167 قبل الميلاد، الذي أدى إلى اندلاع ثورة المكابيين في يهوذا.
بالنظر إلى كتابات مانيثو المعادية لليهود، قد تكون معاداة السامية نشأت في مصر وانتشرت عبر "إعادة السرد اليونانية للأحكام المسبقة المصرية القديمة". يصف الفيلسوف اليهودي القديم فيلو الإسكندري هجومًا على اليهود في الإسكندرية عام 38 ميلادية أسفر عن مقتل آلاف اليهود. وربما كان العنف في الإسكندرية ناجمًا عن تصوير اليهود كمبغضين للبشرية. يجادل تشيريكوفر بأن سبب الكراهية تجاه اليهود في العصر الهلنستي كان تميزهم وانفصالهم في المدن اليونانية، التي تُعرف بالبوليس. مع ذلك، جادل بوهاك بأن العداء المبكر ضد اليهود لا يمكن اعتباره معاداة لليهودية أو معاداة سامية إلا إذا كان ينبع من مواقف موجهة خصيصًا ضد اليهود فقط، حيث إن العديد من اليونانيين أبدوا العداء تجاه أي مجموعة اعتبروها بربرية.
يمكن العثور على تصريحات تحوي تحاملًا ضد اليهود ودينهم في أعمال العديد من الكتاب اليونانيين والرومان الوثنيين. يكتب إدوارد فلانري أن رفض اليهود قبول المعايير الدينية والاجتماعية اليونانية هو ما ميزهم. كتب هيكاتايتوس من أبديرا، مؤرخ يوناني في أوائل القرن الثالث قبل الميلاد، أن موسى «بسبب تذكره لنفي شعبه، أسس لهم نمط حياة متمرد وعدائي للمجتمع». وذكر مانيثو أن اليهود كانوا برصًا مصريين مطرودين علّمهم موسى «عدم عبادة الآلهة». يصف إدوارد فلانري معاداة السامية في العصور القديمة بأنها في جوهرها «ثقافية، تتخذ شكل كراهية للأجانب ضمن سياقات سياسية».
هناك أمثلة على حكام هيلينستيين دنسوا الهيكل وحظروا الممارسات الدينية اليهودية مثل الختان، والالتزام بالسبت، ودراسة الكتب الدينية اليهودية. كما تظهر أحداث شغب معادية لليهود في الإسكندرية في القرن الثالث قبل الميلاد. عاش الشتات اليهودي على جزيرة الفنتين في نهر النيل، التي أسسها المرتزقة، حيث دُمر معبدهم في عام 410 قبل الميلاد.
كانت العلاقات بين اليهود والإمبراطورية الرومانية المحتلة في بعض الأحيان متوترة وأسفرت عن عدة تمردات. وفقًا لسويتونيوس، طرد الإمبراطور تيبريوس اليهود الذين استقروا في روما. ويحدد المؤرخ الإنجليزي إدوارد جيبون من القرن الثامن عشر فترة أكثر تسامحًا في العلاقات الرومانية اليهودية بدأت حوالي عام 160 ميلادية. مع ذلك، عندما أصبحت المسيحية الديانة الرسمية للإمبراطورية الرومانية، تدهورت تدريجيًا مواقف الدولة تجاه اليهود.
أكد جيمس كارول أن «اليهود شكلوا حوالي 10% من إجمالي سكان الإمبراطورية الرومانية. وبناءً على هذه النسبة، لو لم تتدخل عوامل أخرى مثل المذابح والتحولات الدينية، لكان عدد اليهود في العالم اليوم يقارب 200 مليون بدلاً من حوالي 13 مليون».

### الاضطهادات خلال العصور الوسطى
في أواخر القرن السادس الميلادي، أصدر مملكة القوط الغربيين الكاثوليكية حديثًا في إسبانيا سلسلة من المراسيم المعادية لليهود، التي منعت اليهود من الزواج من المسيحيين، وممارسة الختان، والاحتفال بالأعياد اليهودية. استمر هذا النهج طوال القرن السابع، حيث كان كل من ملوك القوط الغربيين والكنيسة نشيطين في خلق عداء اجتماعي تجاه اليهود، من خلال فرض "عقوبات مدنية وكنسية" شملت التهجير القسري، والعبودية، والنفي، والإعدام.
ابتداءً من القرن التاسع، صنفت الحضارة الإسلامية في العصور الوسطى اليهود والمسيحيين كـ«ذميين» وسمحت لليهود بممارسة دينهم بحرية أكبر مقارنة بما كان عليه الحال في أوروبا المسيحية في العصور الوسطى. تحت الحكم الإسلامي، شهدت الثقافة اليهودية في إسبانيا عصرًا ذهبيًا استمر حتى القرن الحادي عشر على الأقل. انتهى هذا العصر عندما وقعت عدة مذابح مسلمة ضد اليهود في شبه الجزيرة الإيبيرية، من بينها تلك التي حدثت في قرطبة عام 1011 وغرناطة عام 1066. كما صدرت عدة مراسيم تأمر بتدمير المعابد اليهودية في مصر وسوريا والعراق واليمن منذ القرن الحادي عشر. بالإضافة إلى ذلك، أُجبر اليهود في بعض مناطق اليمن والمغرب وبغداد، بين القرنين الثاني عشر والثامن عشر، على اعتناق الإسلام أو مواجهة حكم الإعدام.
كان الموحدون، الذين استولوا على أراضي المرابطين في المغرب والأندلس بحلول عام 1147، أكثر تشددًا من أسلافهم، وعاملوا الذميين بقسوة بالغة. وبمواجهة خيار الموت أو التحول الديني، هاجر العديد من اليهود والمسيحيين. فرّ بعضهم، مثل عائلة موسى بن ميمون (مايمونيدس)، إلى الأراضي الإسلامية الأكثر تسامحًا في الشرق، بينما استقر آخرون شمالًا في الممالك المسيحية المتنامية.
في أوروبا في العصور الوسطى، تعرض اليهود للاضطهاد من خلال اتهامات بقتل الأطفال (دموية)، وعمليات طرد، وتحويلات دينية قسرية، ومذابح جماعية. غالبًا ما كانت هذه الاضطهادات تُبرر بأسباب دينية، وبلغت ذروتها الأولى خلال الحروب الصليبية. ففي عام 1096، قُتل المئات أو الآلاف من اليهود خلال الحملة الصليبية الأولى، وكانت هذه أولى حالات العنف الكبرى ضد اليهود في أوروبا المسيحية خارج إسبانيا، وقد استشهد بها الصهاينة في القرن التاسع عشر كدليل على ضرورة وجود دولة إسرائيل.
في عام 1147، وقعت عدة مذابح ضد اليهود خلال الحملة الصليبية الثانية. كما شهدت حملتا الرعاة عامي 1251 و1320 هجمات على اليهود، بالإضافة إلى مذابح رينتفليش عام 1298. وتلت ذلك عمليات طرد، مثل طرد اليهود من إنجلترا عام 1290، وطرد 100,000 يهودي من فرنسا عام 1394، وطرد آلاف اليهود من النمسا عام 1421. ولجأ كثير من اليهود المطرودين إلى بولندا.
في أوروبا في العصرين الوسيط وعصر النهضة، كان من أهم العوامل التي عمقت مشاعر معاداة السامية والإجراءات القانونية ضد اليهود بين السكان المسيحيين، الوعظ الشعبي الذي مارسته الرهبانيات الإصلاحية المتشددة مثل الفرنسيسكان (وخاصة برناردينو دي فيلتر) والدومينيكان (وخاصة فنسنت فيرير)، الذين جابوا أوروبا ونشروا معاداة السامية من خلال خطبهم النارية والمشحونة بالعاطفة.
مع تفشي أوبئة الموت الأسود في منتصف القرن الرابع عشر، والتي أودت بحياة جزء كبير من سكان أوروبا، استخدم اليهود كبش فداء. انتشرت شائعات تزعم أن اليهود تسببوا في المرض من خلال تسميم الآبار عمدًا. دُمرت مئات المجتمعات اليهودية في موجات اضطهاد متعددة. ورغم محاولة البابا كليمنت السادس حمايتهم بإصدار رسالتين بابويتين عام 1348، الأولى في 6 يوليو والأخرى بعد عدة أشهر، إلا أن 900 يهودي أُحرقوا أحياء في ستراسبورغ، حيث لم يكن الطاعون قد وصل المدينة بعد.

### عصر الإصلاح الديني
كتب مارتن لوثر، مصلح الكنيسة الذي كانت تعاليمه مصدر إلهام لحركة الإصلاح الديني، مقالته العدائية تجاه اليهود تحت عنوان «عن اليهود وأكاذيبهم» التي نُشرت عام 1543. يصور لوثر اليهود بعبارات قاسية للغاية، وينتقدهم بشدة، ويقدم توصيات مفصلة لشن حملة عنف (بوجروم) ضدهم، داعيًا إلى قمعهم وطردهم بشكل دائم. في إحدى الفقرات، يقول: «...نحن مذنبون لعدم قتلهم...»، وهو نص اعتبره المؤرخ بول جونسون «أول عمل معاصر يعبر عن معاداة السامية، وخطوة عملاقة نحو الهولوكوست».

### القرن السابع عشر
في منتصف وحتى أواخر القرن السابع عشر، تعرضت الكومنولث البولندي-الليتواني لعدة صراعات دمرت جزءًا كبيرًا من سكانه، حيث فقد أكثر من ثلث سكانه (ما يزيد على ثلاثة ملايين شخص)، وكان عدد الضحايا من اليهود يقدر بالمئات الآلاف. أول هذه الصراعات كان تمرد خميلنيتسكي، حين ارتكب أنصار بوهدان خميلنيتسكي مذبحة راح ضحيتها عشرات الآلاف من اليهود في المناطق الشرقية والجنوبية التي سيطر عليها (وهي اليوم ضمن أراضي أوكرانيا). قد لا يُعرف العدد الدقيق للقتلى أبدًا، لكن التراجع في عدد السكان اليهود خلال تلك الفترة يُقدر بين 100,000 و200,000، ويشمل ذلك الهجرة، والوفيات نتيجة الأمراض، وأسر البعض في الإمبراطورية العثمانية في ما يُعرف بـ«الياسير».
أحضر المهاجرون الأوروبيون إلى الولايات المتحدة معاداة السامية إلى البلاد في وقت مبكر يعود إلى القرن السابع عشر. فقد حاول بيتر ستويفسانت، الحاكم الهولندي لنيو أمستردام، منع استقرار اليهود في المدينة. خلال الحقبة الاستعمارية، حدّت الحكومة الأمريكية من الحقوق السياسية والاقتصادية لليهود. ولم يحصل اليهود على حقوق قانونية كاملة، بما في ذلك حق التصويت، إلا بعد الحرب الثورية الأمريكية. ومع ذلك، حتى في ذروتها، لم تكن القيود المفروضة على اليهود في الولايات المتحدة صارمة كما كانت في أوروبا.
في إمامة الزيديين في اليمن، تعرض اليهود أيضًا للتمييز في القرن السابع عشر، والذي بلغ ذروته بطرد عام لجميع اليهود من مناطق متعددة في اليمن إلى السهل الساحلي الجاف في تهامة، فيما أصبح يعرف باسم «منفى المعوزة».

### عصر التنوير
في عام 1744، أمرت الأرشدوقة النمساوية ماريا تيريزا بطرد اليهود من بوهيميا، لكنها سرعان ما تراجعت عن هذا القرار بشرط أن يدفع اليهود مقابل إعادة قبولهم كل عشر سنوات. وكانت هذه الابتزازات تعرف بين اليهود باسم "مالكه-جيلد" والتي تعني "مال الملكة" باللغة اليديشية. وفي عام 1752، أصدرت قانونًا يقيد كل عائلة يهودية بأن يكون لها ابن واحد فقط.
وفي عام 1782، ألغى الإمبراطور جوزيف الثاني معظم هذه الممارسات القمعية من خلال مرسوم التسامح، بشرط حذف اللغتين اليديشية والعبرية من السجلات العامة وإلغاء الحكم القضائي الذاتي لليهود. وقد كتب موسى مندلسون معبرًا عن رأيه قائلاً: "مثل هذا التسامح... هو لعبة أكثر خطورة في التسامح من الاضطهاد المفتوح."

#### فولتير
وفقًا لأرنولد إيجز، فإن أعمال فولتير مثل «الرسائل الفلسفية»، و«القاموس الفلسفي»، و«كانديد»، من بين أعماله الشهيرة، تحتوي على تعليقات كثيرة عن اليهود واليهودية، وكانت الغالبية العظمى منها سلبية. ويضيف بول إتش. ماير: «لا شك أن فولتير، خاصة في سنواته الأخيرة، كان يحمل كراهية شديدة تجاه اليهود، ومن المؤكد أيضًا أن عداءه هذا كان له تأثير كبير على الرأي العام في فرنسا». ومن بين 118 مقالة في «القاموس الفلسفي» لفولتير، تناولت ثلاثون مقالة اليهود ووُصِفوا فيها بشكل سلبي مستمر.

### لوي دو بونالد والثورة المضادة الكاثوليكية
يُعدّ الملكي الكاثوليكي المضاد للثورة، لويس دي بونال، من أوائل الشخصيات التي دعت صراحةً إلى التراجع عن تحرير اليهود عقب الثورة الفرنسية. من المرجح أن هجوم بونال على اليهود كان له تأثير على قرار نابليون بتقييد الحقوق المدنية ليهود الألزاس. مقال بونال «حول اليهود» (1806) يُعتبر من أكثر النصوص سمّية في عصره، حيث قدّم نموذجًا يجمع بين معاداة الليبرالية، والدفاع عن المجتمع الريفي، ومعاداة السامية المسيحية التقليدية، وربط اليهود بالمصرفيين ورأس المال المالي. وقد أثر هذا النموذج على العديد من اليمينيين المتشددين في العقود اللاحقة مثل روجر غوغنو دي موسو، وتشارلز موراس، وإدوار درومون، وكذلك على القوميين مثل موريس باريه وباولو أورانو، والاشتراكيين المعادين للسامية مثل ألفونس توسيني. كما أعلن بونال أن اليهود هم شعب "غريب"، و"دولة داخل دولة"، وأنه ينبغي إجبارهم على ارتداء علامة مميزة لتسهيل التعرف عليهم والتمييز ضدهم.
في عهد الإمبراطورية الفرنسية الثانية، نشر الصحفي الكاثوليكي المضاد للثورة لويس فويّو الحجج نفسها التي طرحها بونال ضد "الأرستقراطية المالية" اليهودية، بالإضافة إلى هجمات شرسة على التلمود ووصف اليهود بأنهم "شعب قاتل الإله" مدفوعون بالكراهية لـ"استعباد" المسيحيين. بين عامي 1882 و1886 فقط، نشر الكهنة الفرنسيون عشرين كتابًا معاديًا للسامية يحمّلون اليهود مسؤولية أزمات فرنسا، ويدعون الحكومة إلى إعادة اليهود إلى الأحياء المخصصة لهم (الغيتو)، أو طردهم، أو شنقهم. يُعد كتاب روجر غوغنو دي موسو «اليهودي، اليهودية ويهودنة الشعوب المسيحية» (1869) بمثابة "الكتاب المقدس للمعاداة الحديثة للسامية"، وقد تُرجم إلى الألمانية على يد الأيديولوجي النازي ألفريد روزنبرغ.

### روسيا الإمبراطورية

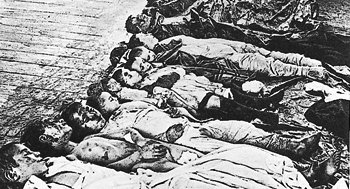
ضحايا مذبحة عام 1905 في مدينة يكاتيرينوسلاف، في الإمبراطورية الروسية (أوكرانيا حاليًا)

ذُبح آلاف اليهود على يد القوزاق الهايدماك في مذبحة أومان عام 1768 في مملكة بولندا. في عام 1772، أجبرت الإمبراطورة الروسية كاثرين الثانية اليهود على العيش داخل حدود منطقة التقسيم المعروفة باسم «منطقة الاستيطان» أو الـ«بيل»، التي كانت تقع في الأساس ضمن أراضي بولندا وأوكرانيا وبيلاروس الحالية، وألزمتهم بالبقاء في بلداتهم الصغيرة (الشتيتل) ومنعتهم من العودة إلى المدن التي كانوا يقطنونها قبل تقسيم بولندا. اعتبارًا من عام 1804، حُظر على اليهود العيش في القرى، وبدأوا بالتوجه نحو المدن. وفي عام 1827، أصدر الإمبراطور نيكولاس الأول قرارًا يقضي بتجنيد اليهود تحت سن الثامنة عشرة في مدارس الكانتونيست (المدارس العسكرية)، لخدمة عسكرية مدتها 25 سنة، بهدف دفعهم إلى اعتناق المسيحية.
شهدت السياسة تجاه اليهود بعض التليين تحت حكم القيصر ألكسندر الثاني (1855–1881). لكن اغتياله عام 1881 أصبح ذريعة لتشديد القمع، مثل قوانين مايو لعام 1882. وأعلن قسطنطين بوبيدونوستسيف، الملقب بـ«القيصر الأسود» ومرشد ولي العهد نيكولاس الثاني، أن «ثلث اليهود يجب أن يموتوا، وثلثهم يهاجر، وثلثهم يُحوَّلوا إلى المسيحية».

### معاداة السامية في العالم الإسلامي في القرن التاسع عشر
كتب المؤرخ مارتن جيلبرت أن وضع اليهود في البلدان الإسلامية تدهور في القرن التاسع عشر. ويشير بيني موريس إلى أن إحدى رموز هذا الانحطاط اليهودي كانت ظاهرة رشق الأطفال المسلمين الحجارة على اليهود. ويقتبس موريس قول مسافر من القرن التاسع عشر: «رأيت صبيًا صغيرًا يبلغ من العمر ست سنوات، مع مجموعة من الأطفال السمينين الذين لا يتجاوز عمرهم ثلاثة أو أربعة أعوام، يعلمهم رمي الحجارة على يهودي، وكان أحد هؤلاء الأولاد يقترب من الرجل اليهودي بكل برود ويسبه حرفيًا على ثيابه اليهودية. وكان على اليهودي أن يذعن لكل ذلك، إذ إن مقاومة مسلم قد تكلفه حياته».
في منتصف القرن التاسع عشر، كتب ج. ج. بنجامين عن حياة اليهود الفرس، واصفًا ظروفهم ومعتقداتهم التي تعود إلى القرن السادس عشر قائلاً: «... يُجبرون على العيش في جزء منفصل من المدينة... وبذريعة أنهم نجسون، يُعاملون بقسوة بالغة، وإذا دخلوا شارعًا يسكنه المسلمون، يرمونهم الأولاد والجماهير بالحجارة والأوساخ...».
تحسنت ظروف بعض اليهود على الأقل في القدس. فقد لاحظ موسى مونتيفيوري، خلال زيارته السابعة عام 1875، نشوء مبانٍ جديدة جميلة، وقال: "بالتأكيد نقترب من زمن تحقيق وعد الله المقدس لصهيون." وكان العرب المسلمون والمسيحيون يشاركون في احتفالات بوريم وعيد الفصح؛ وكان العرب يطلقون على السفارديم لقب "يهود، أبناء العرب"؛ كما كان العلماء والربانيون يؤدون صلوات مشتركة لطلب المطر في أوقات الجفاف. وخلال محاكمة دريفوس في فرنسا، كانت التعليقات المسلمة غالبًا ما تؤيد اليهودي المضطهد ضد مضطهديه المسيحيين.

### معاداة السامية العلمانية أو العرقية
في عام 1850، نشر الملحن الألماني ريتشارد فاغنر، الذي يُطلق عليه لقب "مخترع معاداة السامية الحديثة"، مقالة بعنوان "اليهودية في الموسيقى" تحت اسم مستعار في المجلة الموسيقية الجديدة. بدأت المقالة بهجوم على الملحنين اليهود، لا سيما معاصري فاغنر ومنافسيه، فيلكس مندلسون وجياكومو مايربير، لكنها توسعت لتتهم اليهود بأنهم عنصر ضار وغريب في الثقافة الألمانية، يُفسد الأخلاق، وهم في الواقع طفيليون غير قادرين على إنتاج فن "ألماني" حقيقي. وكانت المحور الأساسي في المقالة هو اتهام اليهود بالتحكم والتلاعب في الاقتصاد المالي، حيث قال فاغنر:
"وفقًا للنظام الحالي لهذا العالم، فإن اليهودي في الحقيقة قد تجاوز التحرر: إنه يحكم، وسيظل يحكم، طالما بقي المال القوة التي تُفقد أمامها كل أفعالنا وتعاملاتنا قوتها."
على الرغم من نشر المقالة في البداية دون توقيع، إلا أنه حين أعيد نشرها بعد 19 عامًا، عام 1869، أصبح مفهوم "اليهودي الفاسد" شائعًا إلى درجة إرفاق اسم فاغنر بالمقالة. كما يُمكن العثور على مظاهر معاداة السامية في العديد من قصص الأخوين جريم (جاكوب وويلهلم جريم) التي نُشرت بين 1812 و1857. وتتميز هذه القصص بتصوير اليهود كأشرار في الحكايات، مثل قصة "الصفقة الجيدة" و"اليهودي بين الشوك".
شهد منتصف القرن التاسع عشر استمرار المضايقات الرسمية ضد اليهود، خاصة في أوروبا الشرقية تحت النفوذ القيصري الروسي. على سبيل المثال، في عام 1846، توجه ثمانون يهوديًا إلى الحاكم في وارسو للمطالبة بالاحتفاظ بحق ارتداء ملابسهم التقليدية، لكن تم رفض طلبهم فورًا وقُصّت شعورهم ولحاهم بالقوة وعلى نفقتهم الخاصة. حتى شخصيات مؤثرة مثل والت ويتمان كانت تتسامح مع التحيز ضد اليهود في أمريكا؛ ففي فترة تحريره لصحيفة بروكلين إيجل بين 1846 و1848، نشرت الصحيفة مقالات تاريخية تصور اليهود بصورة سلبية.
كانت فضيحة دريفوس حدثًا سيئ السمعة لمعاداة السامية في أواخر القرن التاسع عشر وأوائل القرن العشرين. فقد اتهم ألفريد دريفوس، وهو نقيب مدفعية يهودي في الجيش الفرنسي، عام 1894 بالخيانة وتسريب أسرار إلى الألمان. بناءً على هذه التهم، حُكم عليه بالسجن مدى الحياة في جزيرة الشيطان، بينما تمت تبرئة الجاسوس الحقيقي، ماري شارل إسترهازي. أثار هذا الحدث ضجة كبيرة في فرنسا، حيث انقسم الرأي العام حول براءة دريفوس أو إدانته. اتهم إميل زولا الجيش الفرنسي بتدمير العدالة، ولكن معظم الصحافة الفرنسية (80%) أدانت دريفوس، مما كشف عن معاداة السامية الكامنة في تلك الحقبة.
أسس أدولف شتوكر (1835–1909)، القس اللوثري في بلاط القيصر فيلهلم الأول، عام 1878 حزبًا سياسيًا معاديًا للسامية ومعاديًا للتحرر عرف باسم الحزب الاجتماعي المسيحي. ظل هذا الحزب صغير الحجم، وتراجع تأثيره بعد وفاة شتوكر، حيث انضم معظم أعضائه لاحقًا إلى جماعات محافظة أكبر مثل الحزب القومي الشعبي الألماني.
يرى بعض العلماء أن مقال كارل ماركس "في المسألة اليهودية" يحمل سمات معادية للسامية، ويؤكدون أنه كان يستخدم ألقابًا معادية للسامية في كتاباته المنشورة والخاصة، وأنه ربط بين اليهودية والرأسمالية في مقاله، مما ساهم في نشر هذه الفكرة. كما يشير بعضهم إلى أن المقال أثر على معاداة السامية لدى النازيين والسوفييت وبعض الجماعات العربية. وكان ماركس نفسه من أصل يهودي، واقترح كل من ألبرت ليندمان وحيام ماكوبي أنه كان يشعر بالحرج من هذا الأصل.
من جهة أخرى، يجادل باحثون آخرون بأن ماركس دعم باستمرار جهود الجاليات اليهودية البروسيّة للحصول على حقوق سياسية متساوية. ويعتبرون أن مقال "في المسألة اليهودية" هو نقد لحجج برونو باور التي تقول إن اليهود يجب أن يتحولوا إلى المسيحية قبل أن يتحرروا، وأنه نقد أوسع لخطابات الحقوق الليبرالية والرأسمالية. كتب إيان هامبشر-مونك أن "هذا العمل استُشهد به كدليل على معاداة ماركس للسامية، ولكن لا يمكن أن يدعم مثل هذا التفسير سوى القراءة السطحية جدًا له."
يرى ديفيد ماكليلان وفرانسيس وين أنه يجب على القراء تفسير مقال "في المسألة اليهودية" ضمن سياق نقاشات ماركس مع برونو باور، مؤلف "المسألة اليهودية"، حول تحرر اليهود في ألمانيا. ويقول وين: "النقاد الذين يرون في هذا العمل مقدمة لكتاب 'كفاحي' يتغاضون عن نقطة أساسية: بالرغم من الأسلوب الأخرق والتنميط الخشن، كُتب المقال دفاعًا عن اليهود. وكان ردًا على برونو باور الذي جادل بأن اليهود لا ينبغي منحهم الحقوق المدنية الكاملة إلا إذا تعمدوا كمسيحيين." وفقًا لماكليلان، استخدم ماركس كلمة "Judentum" بشكل عام بمعنى "التجارة"، مؤكدًا أن الألمان يجب أن يتحرروا من نمط الإنتاج الرأسمالي وليس من اليهودية أو اليهود بشكل خاص. ويخلص ماكليلان إلى أن على القراء تفسير النصف الثاني من المقال باعتباره "لعبًا ذكيًا ممتدًا على حساب باور".

### القرن العشرون
هاجر نحو 1.75 مليون يهودي إلى الولايات المتحدة الأمريكية بين عامي 1900 و1924، وكان أغلبهم من أوروبا الشرقية فرارًا من موجات العنف المعادية لليهود (البوغرومات). وقد ساهم هذا التزايد، إلى جانب الحراك الاجتماعي التصاعدي لبعض اليهود، في تجدد مظاهر معاداة السامية. ففي النصف الأول من القرن العشرين، عانى اليهود في الولايات المتحدة من التمييز في مجالات التوظيف، والسكن، والدخول إلى مناطق الاصطياف، والانضمام إلى الأندية والمنظمات الاجتماعية، كما فُرضت عليهم قيود صارمة في نسب القبول والتوظيف في الكليات والجامعات.

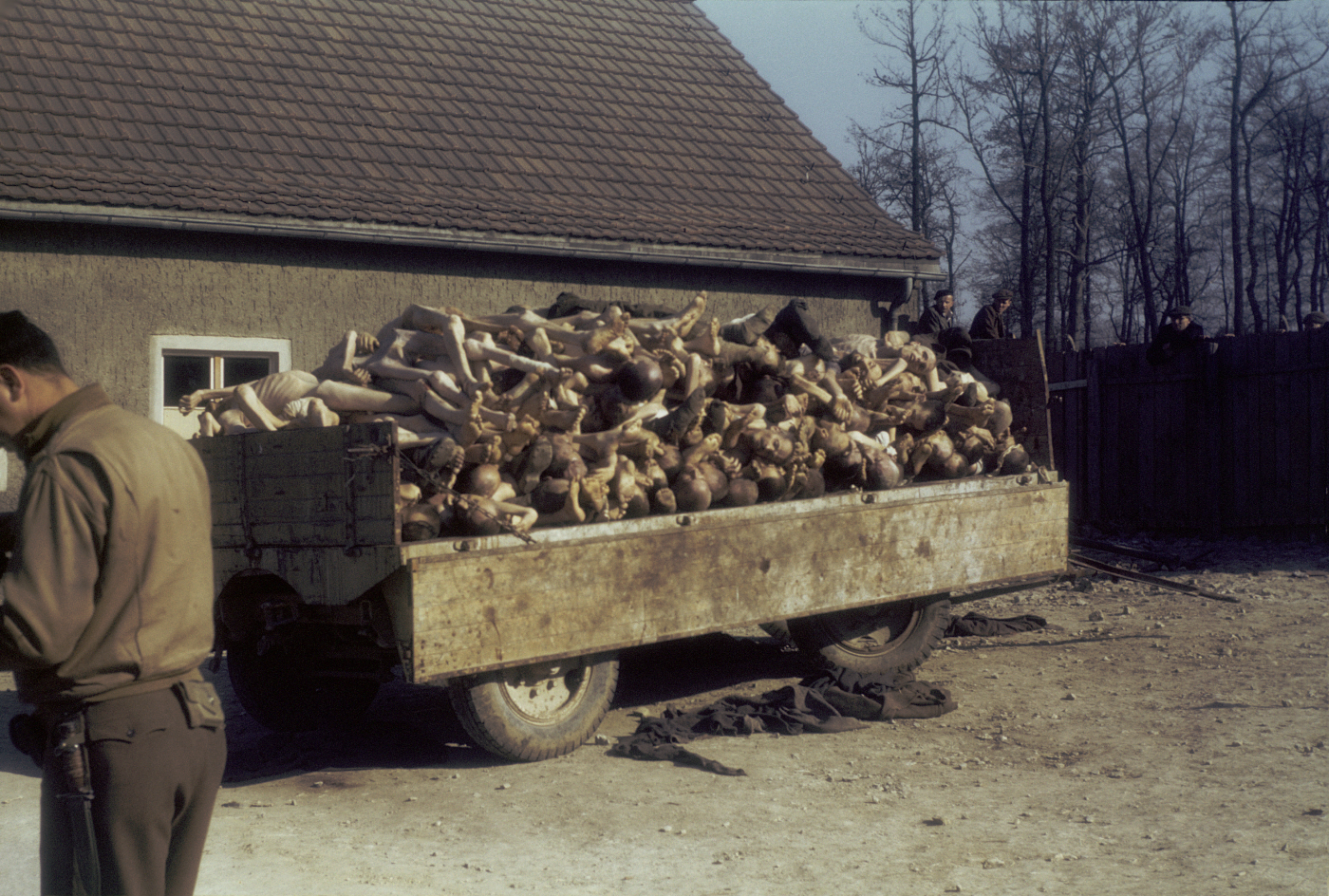
عربة محملة بالجثث مكدسة أمام محرقة الجثث في معسكر الاعتقال بوخنفالد عقب تحريره مباشرة، عام 1945.

جاءت حادثة إعدام ليو فرانك شنقًا على يد حشد من المواطنين البارزين في مدينة ماريتا بولاية جورجيا عام 1915 لتسلط الضوء على معاداة السامية في أمريكا. وقد استُغلت هذه القضية أيضًا في كسب التأييد لإحياء منظمة كو كلوكس كلان التي كانت قد خمد نشاطها منذ سبعينيات القرن التاسع عشر.
في مطلع القرن العشرين، مثّل محاكمة بيليس في روسيا أحد أبرز النماذج الحديثة لتهمة الفرية الدموية في أوروبا، والتي اتُّهم فيها اليهود زورًا باستخدام دماء الأطفال المسيحيين في طقوسهم. وخلال الحرب الأهلية الروسية، قُتل ما يقرب من 50,000 يهودي في موجات من البوغرومات.
بلغت معاداة السامية في الولايات المتحدة ذروتها خلال الفترة ما بين الحربين العالميتين. فقد روج هنري فورد، رائد صناعة السيارات الأمريكية، لأفكار معادية لليهود من خلال صحيفته ذا ديربورن إندبندنت التي أصدرها بين عامي 1919 و1927. كما استخدم القس الكاثوليكي تشارلز كوغلين برامجه الإذاعية أواخر ثلاثينيات القرن العشرين للهجوم على الصفقة الجديدة التي أطلقها الرئيس فرانكلين روزفلت، مروّجًا لفكرة وجود مؤامرة مالية يهودية.
وتبنى بعض الساسة البارزين آنذاك وجهات نظر مماثلة، من بينهم لويس ت. ماكفادن، رئيس لجنة الشؤون المصرفية والمالية في مجلس النواب الأمريكي، الذي حمّل اليهود مسؤولية قرار روزفلت بالتخلي عن معيار الذهب، وصرّح بأن "غير اليهود في الولايات المتحدة يملكون مجرد قصاصات ورقية، بينما يمتلك اليهود المال الحقيقي".
في ألمانيا، وبعد فترة قصيرة من وصول أدولف هتلر وحزب النازي إلى السلطة عام 1933، شرعت الحكومة في سنّ تشريعات قمعية حرمت اليهود من الحقوق المدنية الأساسية.
وفي سبتمبر من عام 1935، أُقرت قوانين نورمبرغ التي حرّمت إقامة علاقات جنسية وزواج بين "الآريين" واليهود، واعتبرت ذلك "عارًا عنصريًا". كما جرّدت هذه القوانين جميع اليهود الألمان، بمن فيهم من كانوا نصف يهود أو ربع يهود، من جنسيتهم، وجرى تصنيفهم رسميًا على أنهم "رعايا الدولة" وليسوا مواطنين.
وفي ليلة 9–10 نوفمبر 1938، شُنّت مذبحة منظمة ضد اليهود عُرفت باسم ليلة البلور، قُتل فيها عدد من اليهود، ودُمّرت ممتلكاتهم، وأُحرقت معابدهم. وقد امتدت القوانين المعادية لليهود والدعاية التحريضية ضدهم إلى أنحاء أوروبا المحتلة من قبل ألمانيا النازية، وغالبًا ما استندت إلى تقاليد محلية مسبقة من معاداة السامية.
وفي الولايات المتحدة، قاد الطيار الشهير تشارلز ليندبرغ وعدد من الشخصيات البارزة "لجنة أمريكا أولًا" التي عارضت أي تدخل أمريكي في الحرب الأوروبية. واتهم ليندبرغ اليهود بدفع الولايات المتحدة إلى الحرب ضد ألمانيا. وعلى الرغم من نفيه الصريح لمعاداته للسامية، فقد أشار مرارًا في رسائله ويومياته الخاصة إلى ما وصفه بـ"السيطرة اليهودية على وسائل الإعلام" والتي يُزعم أنها تُستخدم للضغط على أمريكا للتدخل في الحرب الأوروبية.
وفي إحدى مذكراته المؤرخة في نوفمبر 1938، علّق ليندبرغ على أحداث "ليلة البلور" قائلًا: "لا أفهم هذه الاضطرابات من جانب الألمان... لا شك أنهم يواجهون مشكلة يهودية صعبة، ولكن لماذا يجب التعامل معها بهذه الطريقة غير المعقولة؟"، وهو ما يُعد إقرارًا ضمنيًا من جانبه بوجود ما سمّاه "المشكلة اليهودية" على غرار ما كان يروّج له النظام النازي.
وقد كتب المؤرخ جوناثان مارويل في موسوعة معاداة السامية: موسوعة تاريخية للتحامل والاضطهاد أن "أحدًا ممن عرفوا ليندبرغ شخصيًا لم يعتبره معاديًا للسامية"، وأن الاتهامات الموجهة إليه في هذا السياق اقتصرت على تصريحاته في ذلك الخطاب تحديدًا.
في أوروبا الشرقية، أجبرت ألمانيا النازية اليهود على العيش في الغيتوهات في مدن مثل وارسو وكراكوف ولفيف ولوبلين ورادوم. ومع بداية الحرب بين ألمانيا النازية والاتحاد السوفييتي عام 1941، أُطلقت حملة إبادة جماعية واسعة النطاق نفذتها فرق القتل المتنقلة المعروفة باسم آينزاتسغروبن، وبلغت ذروتها بين عامي 1942 و1945 فيما أصبح يُعرف بـالهولوكوست، أي الإبادة المنهجية لليهود.
وقد استهدفت السلطات النازية ما مجموعه أحد عشر مليون يهودي للإبادة، وقُتل منهم نحو ستة ملايين في نهاية المطاف.

## معاداة السامية المعاصرة

### إنكار المحرقة
يعد إنكار الهولوكوست، أي الادعاء بأن الإبادة الجماعية التي ارتكبها النازيون بحق يهود أوروبا خلال الحرب العالمية الثانية لم تحدث أصلًا أو جرى تضخيمها بشكل كبير في السرديات التاريخية، شكلًا من أشكال معاداة السامية ونظرية المؤامرة. وتتبنّى حركات سياسية تسعى لإحياء أيديولوجيات النازية والدول الأخرى المشاركة في الهولوكوست، مثل النازية الجديدة والفاشية الجديدة، هذا الشكل من الإنكار وتروّج له.
وقد دار جدل كبير حول ما إذا كانت المقارنات بين معاملة "إسرائيل" للفلسطينيين وبين معاملة النازيين لليهود، أو المقارنات بما يُعرف باسم "معاداة الفلسطينيين"، تُعد معاداة للسامية. ويصف من يرون في هذه المقارنات سلوكًا معاديًا للسامية هذه الظاهرة بمصطلح "قلب الهولوكوست"، وهي صورة من صور التهوين من شأن الهولوكوست عبر مقارنتها بأحداث أخرى بطريقة تقلل من فداحتها. وتصف المؤرخة ديبورا ليبشتات "قلب الهولوكوست" بأنه نوع من أنواع إنكار الهولوكوست.

### معاداة السامية في الاتحاد السوفيتي
استمرت الحوادث المعادية لليهود بعد الحرب العالمية الثانية، وكان بعضها مدعومًا من قبل أنظمة رسمية. ففي الاتحاد السوفيتي، استُخدمت معاداة السامية أحيانًا كأداة لتصفية النزاعات الشخصية، بدءًا من الصراع بين جوزيف ستالين وليون تروتسكي، مرورًا بنظريات المؤامرة التي نشرتها الدعاية الرسمية. وبلغت معاداة السامية في الاتحاد السوفيتي ذروتها بعد عام 1948، مع انطلاق حملة ضد ما سُمِّي بـ"الكوزموبوليتية الجذرية" (وهي كناية عن "اليهود")، حيث تم اعتقال أو إعدام العديد من الشعراء والكتّاب والرسامين والنحاتين من الناطقين باللغة اليديشية. بلغ هذا التوجه ذروته في عام 1952 من خلال نظرية مؤامرة "مؤامرة الأطباء"، والتي زُعم فيها زورًا أن مجموعة من الأطباء اليهود حاولوا اغتيال قادة سوفييت.
شهدت معاداة السامية السوفيتية والروسية خلال القرن العشرين تحولات عميقة بفعل تغيرات سياسية واجتماعية وأيديولوجية. فعلى الرغم من أن البلاشفة أدانوا معاداة السامية في بدايات العهد السوفيتي باعتبارها مناقضة للأيديولوجيا الماركسية، إلا أن هذه الظاهرة عادت للظهور خلال حكم ستالين، غالبًا تحت غطاء "معاداة الصهيونية". فاعتبارًا من عام 1943، بدأ ستالين وأجهزته الدعائية بتكثيف الهجمات ضد اليهود بوصفهم "كوزموبوليتيين بلا جذور". وأصدرت قيادة الحزب توجيهات سرية بفصل اليهود من المناصب القيادية، بينما لم تبدأ وسائل الإعلام الرسمية بمهاجمة اليهود علنًا إلا في أواخر الأربعينيات.
وقد شكّلت مؤامرة الأطباء في عام 1952 نموذجًا واضحًا لهذا التصعيد، حيث اختُلقت اتهامات ضد مجموعة من الأطباء، غالبيتهم من اليهود، بتدبير اغتيالات سياسية. وخلّف ذلك حملة من الكراهية أسفرت عن اعتقالات وإعدامات بحق مهنيين يهود.
في نفس العام، جرى في تشيكوسلوفاكيا تنظيم محاكمة استعراضية ضد رودولف سلانسكي، الأمين العام للحزب الشيوعي، في ما عُرف بمحاكمة "سلانسكي"، التي روّجت لفكرة "مؤامرة صهيونية دولية" ضد الاشتراكية. ووفقًا للمؤرخة إيزابيلا تاباروفسكي، فإن المحاكمة التي دبرتها أجهزة الأمن السوفيتية ربطت بين الصهيونية وإسرائيل والقادة اليهود والإمبريالية الأمريكية، ما حوّل "الصهيونية" و"الصهيوني" إلى تهم سياسية يمكن استخدامها ضد المعارضين.
حتى بعد وفاة ستالين، استمر الدعم الرسمي لمعاداة السامية بل وازداد حدة. ففي فبراير 1953، قطعت موسكو العلاقات الدبلوماسية مع إسرائيل، وسرعان ما امتلأت وسائل الإعلام السوفيتية بدعاية معادية للصهيونية، تضمنت رسومًا كاريكاتورية تصور اليهود بأنوف ضخمة، أو كـ"ثعابين متوحشة" تتزين بـ"نجمة داوود". وفي عام 1963، نُشر كتاب بعنوان "اليهودية بلا تزيين" بأمر من الحكومة المركزية، وهو كتاب معادٍ للسامية يعيد إنتاج أفكار النازية عن "مؤامرة يهودية عالمية" ضد الاتحاد السوفيتي، وكان بداية لموجة جديدة من معاداة السامية برعاية الدولة.
وقد أدّى انتصار إسرائيل في حرب الأيام الستة عام 1967 إلى تصعيد الحملة الدعائية السوفيتية ضد الصهيونية، خاصة مع دعم موسكو للدول العربية المهزومة. وغالبًا ما كانت تلك الدعاية تمزج بين معاداة الصهيونية ومعاداة اليهود، وترافق ذلك مع سياسات تمييزية ضد اليهود وتقييد هجرتهم. وبحلول نهاية الحرب، أصبح اليهود، سواءً "كوزموبوليتيين" أو "صهاينة"، يُصورون كـ"أعداء داخليين"، وتم امتصاص الصور النمطية المعادية لليهود في الخطاب الرسمي، مدفوعة بالحاجات القومية والنظام الشمولي.
قامت اللجنة السوفيتية لمكافحة الصهيونية بإغلاق ومصادرة المعابد والمدارس الدينية والمنظمات اليهودية، كما حظرت تعلم اللغة العبرية. وشنت حملة دعائية واسعة النطاق بين عامي 1967 و1988، تحت إشراف جهاز الـ"كي جي بي"، ونشرت كتيبات تحتوي على نظريات مؤامرة معادية للسامية، زعمت زورًا تعاون صهاينة مع النظام النازي خلال الهولوكوست، والمبالغة في حجم معاناة اليهود. كثيرًا ما استندت هذه الدعاية إلى الوثيقة المزورة "بروتوكولات حكماء صهيون"، بل استعانت أحيانًا بكتاب أدولف هتلر "كفاحي" كمصدر لمعلوماتها عن الصهيونية. وساعدت هذه السياسات موسكو في تعزيز تحالفاتها مع الأنظمة العربية ومع اليسار الراديكالي في الغرب، حيث تم تقديم "الصهيونية" ككبش فداء عالمي لكل الشرور، وتم ربطها بـ"العنصرية" في البث الموجه إلى أفريقيا، وبـ"القومية الأوكرانية" في البرامج التلفزيونية في كييف.
كما شاركت وكالة الأنباء "نوفوستي" السوفيتية، أحد أعمدة آلة الدعاية السوفيتية، في نشر هذه الرسائل. ففي 27 يناير 1971، نشر رئيسها إيفان أودالتسوف مذكرة موجهة إلى الحزب الشيوعي السوفيتي، زعم فيها أن "الصهاينة يثيرون معاداة السامية بهدف تجنيد متطوعين للجيش الإسرائيلي"، واتهمهم زورًا بالوقوف خلف "أعمال تخريبية" خلال ربيع براغ عام 1968. ووفقًا للمؤرخ ويليام كوري، فقد تم استهداف اليهودية باعتبارها تروج لـ"التمييز العنصري"، وتبرّر "الجرائم ضد غير اليهود". وقد أدّت دعاية مشابهة في بولندا الشيوعية إلى هجرة جماعية لليهود البولنديين الناجين من المحرقة. كما شهدت البلاد أعمال عنف معادية لليهود بعد الحرب، منها مجزرة كييلتسه، وأحداث مارس 1968، وكلاهما حملت اتهامات بالقتل الطقسي، وهي من أقدم الأساطير المعادية للسامية في أوروبا.

### معاداة السامية في أوروبا في القرن الحادي والعشرين
شهدت الاعتداءات الجسدية ضد اليهود في أوروبا، بما في ذلك الضرب والطعن وأشكال أخرى من العنف، زيادة ملحوظة في وتيرتها، وقد أدّت في بعض الحالات إلى إصابات خطيرة أو الوفاة. وذكرت وزارة الخارجية الأمريكية في تقريرها لعام 2015 حول حرية الدين أن "المشاعر المعادية لإسرائيل في أوروبا تجاوزت الخط الفاصل إلى معاداة السامية".
ويُعزى هذا التصاعد في الاعتداءات المعادية لليهود إلى كلٍّ من معاداة السامية لدى بعض المسلمين، وصعود الأحزاب السياسية اليمينية المتطرفة، وهي ظاهرة ارتبطت بأزمة الركود الاقتصادي التي ضربت العالم عام 2008. وقد أدى انتشار الأفكار اليمينية المتطرفة في أوروبا الغربية والشرقية إلى زيادة الأعمال المعادية لليهود، التي شملت الاعتداء على النُصُب التذكارية اليهودية والمعابد والمقابر، إلى جانب هجمات جسدية ضد أفراد يهود.
وفي أوروبا الشرقية، أدّت تفكك الاتحاد السوفيتي وحالة عدم الاستقرار التي شهدتها الدول الجديدة إلى صعود حركات قومية، ترافق معها اتهام اليهود بأنهم المسؤولون عن الأزمة الاقتصادية، وبأنهم استحوذوا على الاقتصاد المحلي وأفسدوا الحكومات عبر الرشاوى، فضلًا عن دوافع تقليدية ودينية وراء معاداة السامية مثل اتهامات القتل الطقسي.
وفي سياق تحليل الخطاب المحيط بغزو روسيا لأوكرانيا عام 2022، يشير الباحث جيسون ستانلي إلى أن هذه التصورات ترتبط بسرديات تاريخية أوسع، ويقول: "النسخة السائدة من معاداة السامية في أجزاء من أوروبا الشرقية اليوم، هي أن اليهود يستغلون ذكرى المحرقة للاستحواذ على دور الضحية من الضحايا "الحقيقيين" للنازية، وهم المسيحيون الروس أو غيرهم من سكان أوروبا الشرقية غير اليهود". ويصف ستانلي هذه التصورات بـ"الأساطير المعاصرة لمعاداة السامية في أوروبا الشرقية"، والتي تزعم أن "شبكة يهودية عالمية" كانت — ولا تزال — الفاعل الحقيقي وراء أعمال العنف ضد المسيحيين الروس، وأن الضحايا الحقيقيين للنازيين لم يكونوا اليهود، بل هؤلاء المسيحيين وغيرهم".
تركزت معظم الحوادث المعادية لليهود في أوروبا الشرقية على استهداف المقابر والمباني اليهودية، مثل المراكز المجتمعية والمعابد. ومع ذلك، شهدت المنطقة أيضًا هجمات عنيفة، منها الهجوم الذي وقع في موسكو عام 2006، عندما طعن أحد النازيين الجدد تسعة أشخاص داخل كنيس بولشايا بروننايا، والمحاولة الفاشلة لتفجير الكنيس نفسه عام 1999، والتهديدات التي تعرض لها الحجاج اليهود في مدينة أومان الأوكرانية، بالإضافة إلى الهجوم على شمعدان من قبل منظمة مسيحية متطرفة في مولدوفا عام 2009.
ويشير المؤرخ بول جونسون إلى أن السياسات المعادية للسامية تُعد مؤشرًا على ضعف الحوكمة في أي دولة. ورغم أن أية دولة أوروبية في الوقت الحاضر لا تتبنى مثل هذه السياسات رسميًا، فإن وحدة المعلومات التابعة لمجلة الإيكونوميست ترى أن تصاعد حالة عدم الاستقرار السياسي، لا سيما صعود الشعبوية والقومية، يُعد مصدر قلق بالغ بالنسبة لليهود في أوروبا.

### معاداة السامية في العالم العربي في القرن الحادي والعشرين

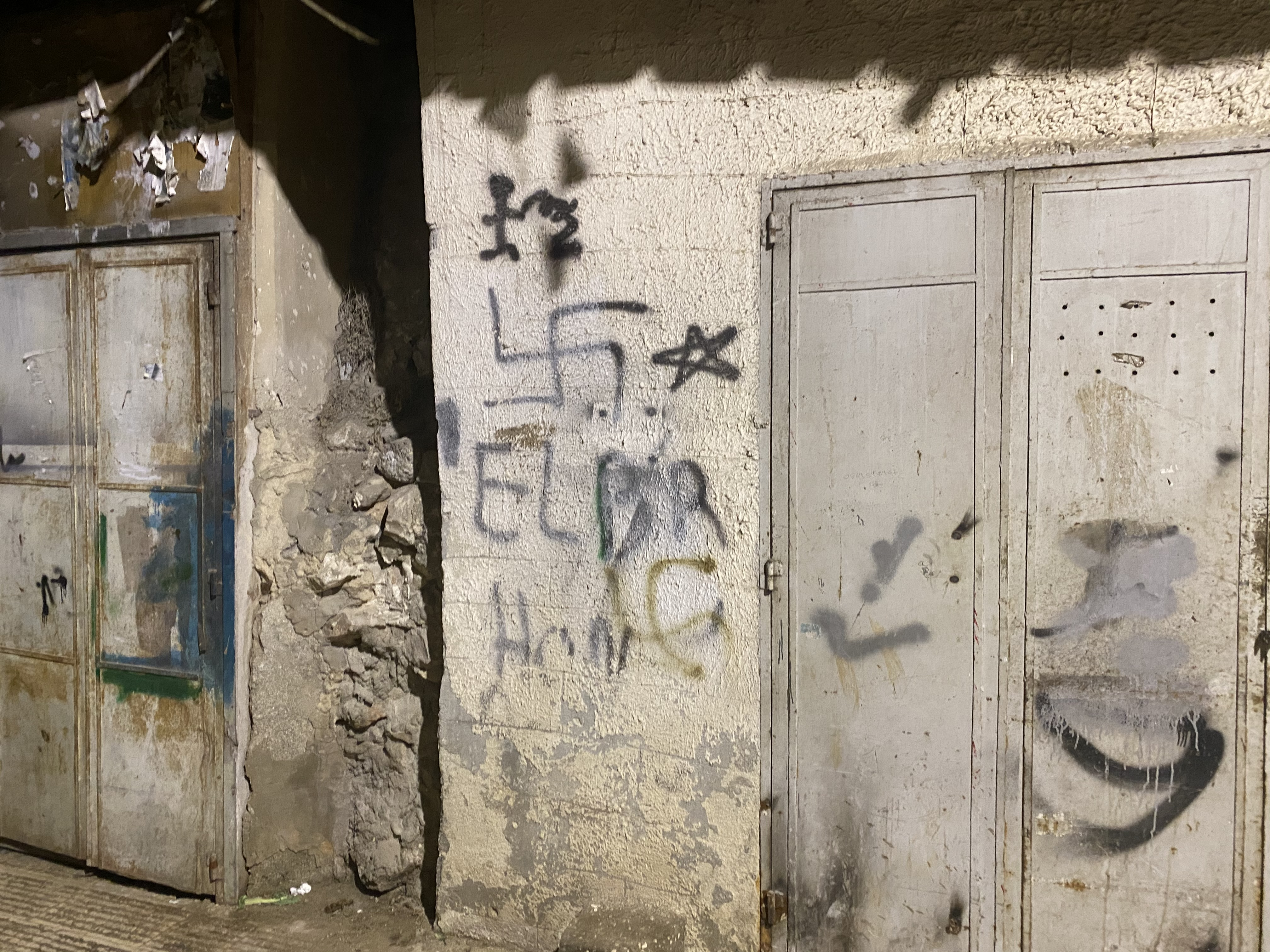
رسم جرافيتي لصليب معقوف على مبنى في مدينة نابلس الفلسطينية، 2022

ذكر روبرت بيرنستين، مؤسس منظمة هيومن رايتس ووتش، إن معاداة السامية "متجذرة مؤسساتيًا وبعمق" في "الدول العربية في العصر الحديث". وفي استطلاع أُجري عام 2011 من قبل مركز بيو للأبحاث، أظهرت جميع الدول ذات الغالبية المسلمة في الشرق الأوسط التي شملها الاستطلاع آراءً سلبية بشكل كبير تجاه اليهود. ففي الاستبيان، أفاد فقط 2٪ من المصريين، و3٪ من المسلمين اللبنانيين، و2٪ من الأردنيين بأن لديهم نظرة إيجابية تجاه اليهود. كما عبّرت دول أخرى ذات أغلبية مسلمة خارج الشرق الأوسط عن آراء مشابهة، حيث أعرب فقط 4٪ من الأتراك و9٪ من الإندونيسيين عن نظرة إيجابية تجاه اليهود.
ووفقًا لمعرض أقيم عام 2011 في متحف ذكرى الهولوكوست في الولايات المتحدة بواشنطن العاصمة، فإن بعض الخطاب الصادر عن وسائل الإعلام والمعلقين في الشرق الأوسط حول اليهود يُشبه إلى حد كبير الدعاية النازية. ويقول الصحفي جوزيف جوفه من مجلة نيوزويك: "معاداة السامية — بمعناها الحقيقي، وليس مجرد انتقاد لسياسات إسرائيل — أصبحت جزءًا من الحياة اليومية في العالم العربي بقدر ما هو الحجاب أو النرجيلة. ففي حين أن هذا النوع المظلم من المعتقدات لم يعد مقبولًا في المجتمعات الغربية المتحضرة، فإن الكراهية تجاه اليهود لا تزال متجذرة ثقافيًا في العالم العربي".
وقد دأب عدد من رجال الدين المسلمين في الشرق الأوسط على وصف اليهود بـ"أحفاد القردة والخنازير"، وهي أوصاف تقليدية استُخدمت في السياقات الدينية في الإشارة إلى اليهود والمسيحيين.
ويشير البروفيسور روبرت ويستريتش، مدير مركز فيدال ساسون الدولي لدراسة معاداة السامية، إلى أن الدعوات إلى تدمير إسرائيل، سواءً من قبل إيران أو منظمات مثل حماس وحزب الله والجهاد الإسلامي والإخوان المسلمون، تمثّل شكلًا معاصرًا من معاداة السامية ذات الطابع الإبادي.

### معاداة السامية في الجامعات في القرن الحادي والعشرين
شهد العالم ارتفاعًا كبيرًا في حوادث معاداة السامية وجرائم الكراهية ضد اليهود بعد الهجوم الذي قادته حركة حماس على إسرائيل في 7 أكتوبر 2023. وقد وُجهت اتهامات بعدد من الجامعات والمسؤولين الأكاديميين بالتورط في معاداة ممنهجة لليهود داخل مؤسساتهم. وفي 1 مايو 2024، صوّت مجلس النواب الأمريكي بـ320 صوتًا مقابل 91 لصالح تبنّي مشروع قانون يُدرج تعريف "التحالف الدولي لإحياء ذكرى الهولوكوست" لمعاداة السامية ضمن التشريعات الأمريكية.
وقد عارض البعض هذا القانون بحجة أنه يخلط بين انتقاد إسرائيل ومعاداة السامية، في حين دعمت منظمات يهودية مثل اللجنة اليهودية الأمريكية والمؤتمر اليهودي العالمي هذا التشريع، معتبرة أنه استجابة لازدياد الحوادث المعادية لليهود في الحرم الجامعي. وفي المقابل، أعرب نحو 1200 أستاذ جامعي يهودي في رسالة مفتوحة عن رفضهم لهذا المشروع.

### معاداة السامية لدى جماعة "العبرانيين الإسرائيليين السود"
تؤمن بعض الجماعات المتطرفة المنتمية إلى العبرانيين السود (Black Hebrew Israelites) بأن اليهود المعاصرين هم "مُنتحلون"، وأنهم "سرقوا" الهوية العرقية والدينية الحقيقية للأمريكيين السود. وتروّج بعض هذه الجماعات أيضًا لما يُعرف بـ"فرضيّة الخزر" بشأن أصول اليهود الأشكناز، وهي فرضية غير مدعومة علميًا. وفي عام 2022، وصفت اللجنة اليهودية الأمريكية مزاعم العبرانيين السود بأنهم "اليهود الحقيقيون" بأنها "سردية معادية للسامية مقلقة وتنطوي على مخاطر جسيمة".
وقد أبدى عدد من مرتكبي الهجمات المعادية لليهود في الولايات المتحدة اهتمامًا بأفكار العبرانيين السود، وأظهرت التحقيقات أن ما لا يقل عن خمس جرائم قتل بدوافع دينية بين عامي 2019 و2022 ارتُكبت من قبل أشخاص متأثرين بهذا الفكر. وفي سبتمبر 2022، نشر برنامج التطرف في جامعة جورج واشنطن تقريرًا خلص إلى أن التهديد الأكبر لا يأتي من الأعضاء الرسميين في جماعات العبرانيين السود، بل من أفراد مرتبطين بشكل غير مباشر أو متأثرين بأيديولوجية الحركة.

### معاداة السامية على الإنترنت

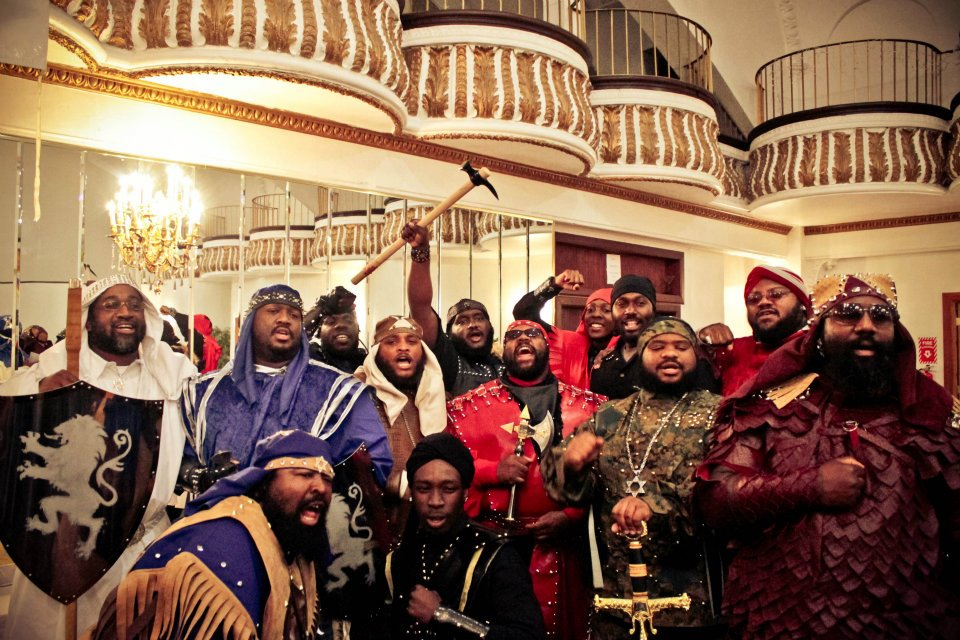
في عام 2019، عرَّف 4% من الأمريكيين من أصل أفريقي أنفسهم بأنهم من أتباع العقيدة المعروفة باسم "الإسرائيليين العبرانيين السود". وبين عامي 2019 و2022، ارتكب أفراد متأثرون بهذه العقيدة خمس جرائم قتل بدافع ديني.

تمثل معاداة السامية على الإنترنت  تفاعلًا معقّدًا بين ديناميكيات وسائل التواصل الاجتماعي، ونظريات المؤامرة، والسياق الاجتماعي والسياسي الأوسع. فقد أثبتت منصات التواصل الاجتماعي أنها بيئة خصبة لانتشار الخطاب المعادي للسامية، لا سيّما في أوقات الأزمات مثل جائحة كوفيد-19، التي شهدت تصاعدًا ملحوظًا في نظريات المؤامرة ذات الطابع المعادي لليهود.
وتُبرز تحليلات أقسام التعليقات في المنصات الإعلامية الكبرى دور وسائل التواصل في تضخيم هذه المواقف، إذ كشفت عن وجود بارز للخطاب المعادي للسامية، غالبًا ما يتم التعبير عنه ضمن سياقات الأحداث السياسية والعلاقات الدولية. ومع بروز منصة "تيك توك" كوسيلة إعلامية جديدة، ظهرت مخاوف متزايدة بشأن انتشار المحتوى المعادي للسامية، وأشارت دراسات إلى التحديات الكبيرة التي تواجهها جهود الإشراف على هذا النوع من المحتوى بشكل فعّال.
وتتداخل معاداة السامية مع موضوعات أوسع مثل الشعبوية والتطرف اليميني، إذ توظف هذه الأيديولوجيات السرديات المعادية لليهود لحشد التأييد الشعبي وتعزيز الإحساس بـ"الآخر" أو العدو الداخلي. كما جرى توثيق ظاهرة "خطاب الكراهية المُبطّن"، حيث يُعاد تأطير المشاعر المعادية للسامية بطرق قد تفلت من أنظمة الكشف المباشر، لكنها تظل تكرّس الصور النمطية الضارة.
وتظهر التحيزات المعادية لليهود حتى في مصادر يُفترض أنها محايدة، مثل موسوعة ويكيبيديا، مما يُبرز عمق تغلغل هذه الظاهرة في المجال الرقمي. وبشكل عام، فإن الفضاء الرقمي يُمثل تحديًا وفرصة في آنٍ واحد لمواجهة معاداة السامية، مما يستدعي مقاربة متعددة الجوانب تشمل إشراك المجتمعات، وتطوير حلول تكنولوجية لرصد خطاب الكراهية ومكافحته بشكل فعّال.

## الأسباب
فسرت معاداة السامية من خلال مفاهيم مثل العنصرية، وكراهية الأجانب، والإسقاط النفسي للشعور بالذنب، والعدوان المُحوّل، ونظريات المؤامرة، والبحث عن كبش فداء.
يشير الباحث في معاداة السامية لارس فيشر إلى أن "الباحثين يميزون بين نظريات تفترض وجود علاقة سببية فعلية (وليست مجرد مصادفة) بين ما يفعله (بعض) اليهود وبين التصورات المعادية للسامية (ويُطلق عليها نظريات التطابق)، من جهة، وبين تلك التي تقوم على فكرة أنه لا توجد مثل هذه العلاقة السببية، وأن ’اليهود‘ يُستخدمون كواجهة للإسقاط النفسي للفرضيات المعادية للسامية، من جهة أخرى". ويُعد الموقف الأخير ممثلًا في أعمال تيودور دبليو. أدورنو، الذي كتب أن "معاداة السامية هي إشاعة عن اليهود"؛ أي أنها "عقلية مؤامراتية ترى في اليهود قوة غير مرئية ولكنها حاضرة في كل مكان، قادرة على تحريك خيوط السلطة من خلف الستار".
أما من منظور نظرية التطابق، فقد قدّم برنار لازار في كتابه الصادر عام 1894 تساؤلات عمّا إذا كان اليهود أنفسهم يتحملون جزءًا من مسؤولية بعض الصور النمطية المعادية للسامية، إذ جادل بأن تمسك اليهود تاريخيًا بالعيش ضمن مجتمعات مغلقة، بقوانينهم وممارساتهم الخاصة، أدّى إلى نشوء انطباع بأنهم معادون للمجتمع. لكنه تراجع لاحقًا عن هذا الرأي، ويُعتبر هذا الكتاب اليوم معاديًا للسامية.
وفي مثال آخر، اقترح والتر لاكور أن الصورة النمطية المعادية للسامية التي تصور اليهود بأنهم جشعون، ربما نشأت في أوروبا خلال العصور الوسطى، حينما كان جزء كبير من أنشطة الإقراض المالي تُدار من قبل اليهود. ومن العوامل التي يُعتقد أنها ساهمت في هذه الظاهرة أن اليهود كانوا مستبعدين من مزاولة العديد من المهن الأخرى، في حين أن الكنيسة المسيحية اعتبرت الإقراض المالي بفائدة نوعًا من "الربا" المحرّم على أتباعها. غير أن أبحاثًا حديثة، مثل أعمال المؤرخة جولي ميل، تُظهر أن اليهود لم يكونوا مفرطين في تمثيلهم ضمن هذا القطاع، وأن الصورة النمطية المذكورة نشأت نتيجة إسقاط المسيحيين لسلوكيات محرّمة اجتماعيًا على جماعة أقلية.
في كتابه "معاداة اليهودية: التراث الغربي" (2013)، يتتبع المؤرخ ديفيد نيرنبرغ تاريخ معاداة السامية، ويؤكد أن معاداة السامية يجب أن تُفهم ليس كنتيجة لأحداث تاريخية معزولة أو تحيزات ثقافية فقط، بل هي متجذرة في النسيج العميق للفكر والمجتمع الغربي. يستند أساسها إلى الادعاء المبكر بأن اليهود هم من قتلوا المسيح، وتصويرهم على أنهم "قتلة المسيح". عبر التاريخ الغربي، استُخدم اليهود كـ"الآخر" الرمزي لتحديد وصياغة القيم والحدود الثقافية والفكرية لمجتمعات وتقاليد مختلفة. ففي مجالات الفلسفة والأدب والسياسة، كثيرًا ما تم بناء الهوية اليهودية كـ"نقيض" لما يُعتبر طبيعيًا أو مثاليًا. ومن أهم الرؤى التي يبرزها عمل نيرنبرغ هو أن معاداة السامية أظهرت قدرة ملحوظة على التكيف والمرونة عبر الزمن. فقد تغيرت أشكالها لتواكب كل عصر؛ بدءًا من النزاعات الدينية في القرون الوسطى، مرورًا بانتقادات التنوير، وصولًا إلى النظريات العرقية الحديثة. وقد استخدم العديد من الفلاسفة والمفكرين مفهوم "اليهودية" كأداة لمناقشة أفكارهم وتحديد مفاهيمهم. فعلى سبيل المثال، انتقد فولتير اليهودية بوصفها متخلفة وخرافية في مقابل رؤيته للعقل والتقدم. وبالمثل، صورت الدعاية في الاتحاد السوفيتي اليهودية على أنها مرتبطة بالرأسمالية والتجارية، على النقيض من القيم الاشتراكية والتضامن البروليتاري. في كل حالة، جرى تصوير اليهودية أو اليهود على أنهم في تعارض مع المعايير الأخلاقية السائدة.
أما الكاتبة والباحثة دارا هورن فقد نشرت مقالة في مجلة ذا أتلانتيك تناولت فيها مراجعةً لتشككها السابق في فاعلية أساليب تعليم الهولوكوست، في ظل تصاعد معاداة السامية بعد أحداث 7 أكتوبر في إسرائيل. ترى هورن أن معاداة السامية تعمل عبر الاستحواذ على ما حدث لليهود، ثم إعادة صياغته كجزء من صراع إنساني أوسع، ينتهي دومًا بإعادة تعريف الهوية اليهودية بوصفها غير متوافقة مع تلك المُثل العليا، تقول هورن في هذا الصدد: 
| معاداة السامية | هذه هي البنية المُجيزة لمعاداة السامية: المطالبة بما حدث لليهود بوصفه تجربة تخص الآخرين، ثم إعلان مبدأ ’كونيّ‘ يجب أن يقبله جميع الأخيار، ثم إعادة تعريف الهوية الجماعية اليهودية على أنها تقع خارج هذا الإطار. هكذا يصبح كره اليهود تعبيرًا عن الفضيلة. والعنصر الحاسم هنا هو تحديد، وإعادة تحديد، وإعادة تحديد مجددًا، الأسس الأخلاقية الجديدة واللامعة التي فشل اليهود -كما يُزعم- في اختبارها الإنساني العالمي | معاداة السامية |

## الوقاية من خلال التعليم
تلعب التربية والتعليم دورًا مهمًا في التصدي للأحكام المسبقة ومكافحة التمييز الاجتماعي. غير أن دور التعليم لا يقتصر على مواجهة مظاهر التعصب والجهل التي يتجلى فيها معاداة السامية؛ بل يشمل أيضًا تنمية الإحساس بالمواطنة العالمية والتضامن، وتعزيز احترام التنوّع والاستمتاع به، والقدرة على التعايش السلمي كمواطنين نشطين في مجتمعات ديمقراطية. فالتعليم يُمكّن المتعلّمين من اكتساب المعرفة اللازمة للتعرّف على معاداة السامية والرسائل المتحيّزة أو المشبعة بالأحكام المسبقة، كما يُسهم في رفع الوعي بأشكال وتجليات وتأثيرات معاداة السامية التي تواجهها المجتمعات اليهودية حول العالم.
إلا أن بعض الكتّاب اليهود جادلوا بأن التوعية العامة بمعاداة السامية من خلال عدسة الهولوكوست قد تكون غير مفيدة في أحسن الأحوال، أو تؤدي إلى تعميق معاداة السامية في أسوأها. وفي هذا السياق، كتبت دارا هورن في مجلة ذا أتلانتيك تقول: "أوشفيتز ليست مجازًا"، وشرحت أن "الاعتقاد بأن الهولوكوست يُظهر لنا أهمية المحبة هو فكرة تبدو للوهلة الأولى غير قابلة للاعتراض، مثل فكرة أن تعليم الهولوكوست يمنع معاداة السامية. ولكنها في الواقع فكرة مرفوضة تمامًا. فالهولوكوست لم يحدث بسبب نقص في المحبة، بل حدث لأن مجتمعات بأكملها تنصّلت من مسؤوليتها تجاه مشاكلها الخاصة، وألقت باللوم على أولئك الذين مثّلوا — ودائمًا ما مثّلوا، منذ أن قدّموا إلى العالم فكرة التكليف الإلهي — أكثر ما كانوا يخشونه: المسؤولية."
وتقترح هورن، بدلاً من ذلك، أن "وسيلة أكثر فاعلية للتعامل مع معاداة السامية قد تكمن في تنمية سمة مختلفة تمامًا، وهي الصفة التي تُعد في الأساس جوهر العملية التعليمية: الفضول. لماذا نستخدم اليهود وسيلة لتعليم الناس أننا جميعًا متشابهون، بينما إنّ الإصرار على أن يكون اليهود مثل جيرانهم هو بالضبط ما زرع الفيروس العقلي لمعاداة السامية في العقل الغربي منذ البداية؟ لماذا لا نشجع، بدلاً من ذلك، على البحث والاستكشاف حول تنوّع التجربة الإنسانية، إن جاز لنا استخدام هذه الكلمة الرائجة؟"

## التفاوت الجغرافي
في مارس 2008، أصدرت وزارة الخارجية الأمريكية تقريرًا أشار إلى زيادة في معاداة السامية على مستوى العالم، مع استمرار تجليات قديمة وحديثة لمعاداة السامية. وفي تقرير صدر عام 2012 عن مكتب الديمقراطية وحقوق الإنسان والعمل التابع لوزارة الخارجية الأمريكية، لوحظ استمرار الارتفاع العالمي في معاداة السامية، كما تم الإشارة إلى أن إنكار الهولوكوست والمعارضة لسياسات إسرائيل تُستخدم أحيانًا لترويج أو تبرير معاداة السامية الصريحة. في عام 2014، أجرت رابطة مكافحة التشهير دراسة بعنوان "مؤشر معاداة السامية العالمي 100"، والتي أظهرت أيضًا أرقامًا مرتفعة لمعاداة السامية في أنحاء العالم، ومن بين النتائج أن "27% من الأشخاص الذين لم يلتقوا بيهودي قط يحملون أحكامًا مسبقة قوية ضده".
في أغسطس 2024، أعلنت وزارة الشتات الإسرائيلية عن إطلاق مشروع جديد لرصد معاداة السامية. يهدف المشروع إلى قياس مستويات معاداة السامية في مختلف الدول، بالإضافة إلى تحديد المحرضين والاتجاهات المتعلقة بها. وفي حال تفاقم معاداة السامية في دولة معينة، قد تتواصل الحكومة الإسرائيلية مع السلطات المحلية في تلك الدولة لمحاولة تصحيح الوضع.

## مجموعات الأدبيات المعادية للسامية
كانت هناك محاولات لجمع المواد التي تُعتبر معادية للسامية، مثل مشروع فيليكس بوزن الببليوغرافي حول معاداة السامية، وهو نسخة إلكترونية من كتاب "معاداة السامية – ببليوغرافيا مشروحة" الذي نشرته دار دي غروتر ساور بين عامي 1984 و2013. يضم هذا المشروع حوالي 50,000 مادة تشمل كتبًا وأطروحات ومقالات من دوريات ومجموعات في مجالات علمية متنوعة، بالإضافة إلى مواد من الفنون البصرية مثل الأفلام والرسوم الكاريكاتيرية. وبجانب المواد المعادية للسامية، والتي تتضمن أيضًا ما يُعرف بـ "كره الذات اليهودي"، يحتوي المشروع أيضًا على ردود من اليهود على هذه الأعمال الجدلية، إضافة إلى أعمال مؤيدة لليهودية (فيلوسامية).

## وصلات خارجية
- ما هي اللا ساميه؟. على يوتيوب البروفسور دافيد بانكي.